# Història de la cirurgia
La història de la cirurgia és la branca de la història de la ciència que estudia la cirurgia. La cirurgia (del grec, χειρ: mà i έργον: treball) és la branca de la medicina que manipula físicament les estructures del cos amb finalitat diagnòstica, preventiva o curativa. Ambroise Paré, cirurgià francès del segle xvi li atribueix cinc funcions: "Eliminar el superflu, restaurar el que s'ha desllorigat, separar el que s'ha unit, reunir el que s'ha dividit i reparar els defectes de la natura".
Des que l'ésser humà fabrica i maneja eines ha emprat el seu enginy per desenvolupar de tècniques quirúrgiques cada vegada més sofisticades. No va ser fins a la revolució industrial quan es van vèncer els tres principals obstacles amb els quals es va trobar aquesta especialitat mèdica des dels seus inicis: l'hemorràgia, el dolor i la infecció. Els avanços en aquests camps han transformat la cirurgia, passant de ser un "art" arriscat (i menyspreat per això), a una disciplina científica capaç dels més sorprenents resultats.
En general, el cirurgià ha estat considerat el tècnic, mentre que el metge (més relacionat històricament amb el sacerdot o el xaman) era el sanador. Durant el desenvolupament de la medicina moderna, l'ensenyament d'ambdues disciplines es va agrupar en una mateixa formació acadèmica que en la majoria de països desenvolupats permet l'obtenció d'una titulació conjunta de llicenciatura en medicina i cirurgia. Bona part de la seva història, en qualsevol cas, està íntimament relacionada amb la història de la medicina en general. Les noves tecnologies aplicades a l'arqueologia confirmen que el seu origen es remunta al mateix origen de l’Homo sapiens, la vida del qual a l'aire lliure era objecte de nombrosos accidents, ferides i hemorràgies, susceptibles de tractament quirúrgic mitjançant tècniques rudimentàries.

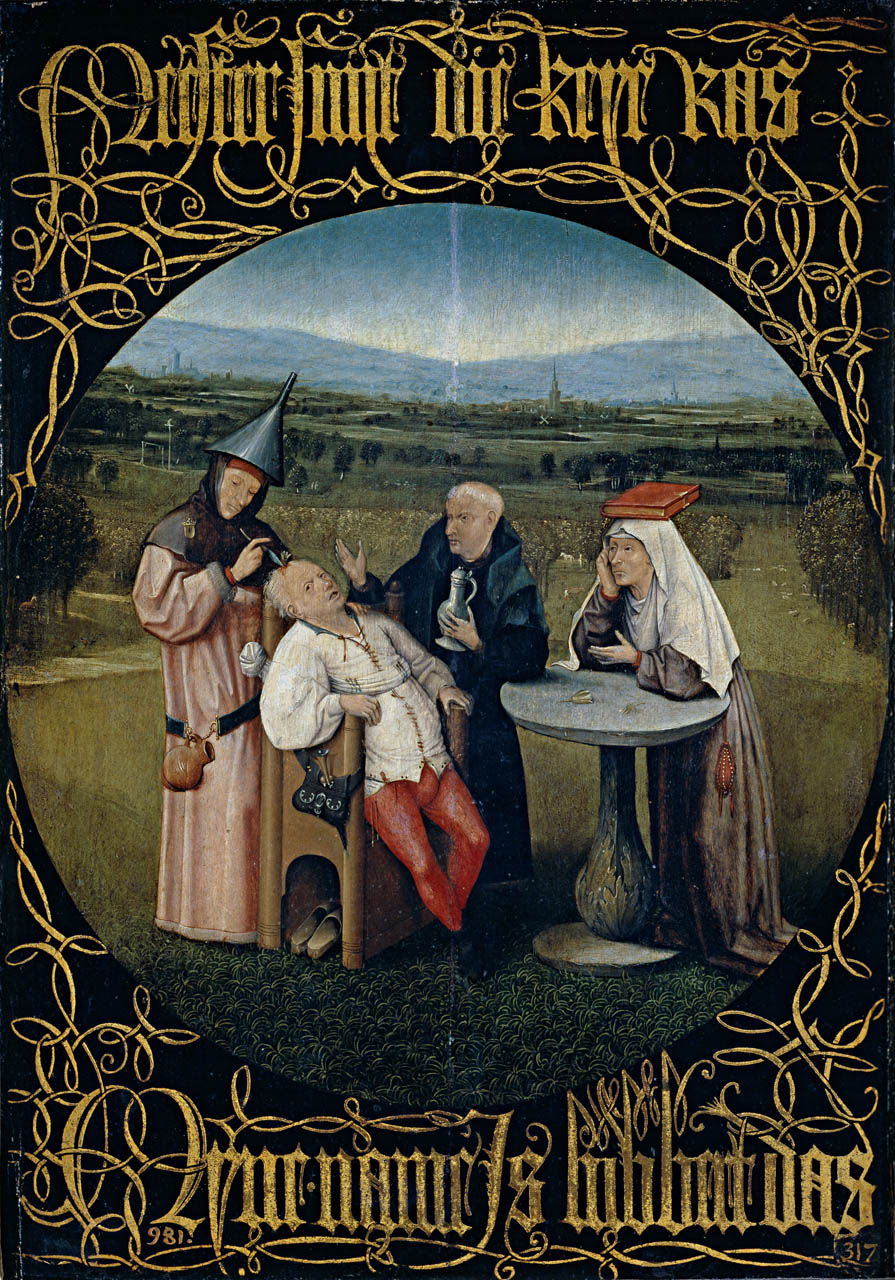
Extracció de la pedra de la bogeria, de Hieronymus Bosch.

## Orígens
Les primeres tècniques quirúrgiques es van emprar per al tractament de les ferides i traumatismes produïts en el curs de la vida a la intempèrie. La combinació d'estudis arqueològics i antropològics (en tribus la manera de vida de les quals s'assembla al dels primers éssers humans) ofereix informació sobre mètodes rudimentaris de sutura, amputacions, drenatges o cauteritzacions de ferides amb instruments candents. Existeixen nombrosos exemples: una barreja de salnitre i sofre abocada a les ferides i a la qual es calava foc, emprada per algunes tribus asiàtiques; les tècniques de drenatge dels indis dakota, mitjançant l'ocupació d'una canya de ploma "connectada" a una bufeta animal per succionar el material purulent; la troballa d'agulles de l'edat de pedra que podrien haver-se emprat en sutures (els massai empren agulles d'acàcia amb la mateixa finalitat); o l'enginyós mètode desenvolupat per algunes tribus de l'Índia i Amèrica del Sud, segellant les ferides menors mitjançant l'aplicació de tèrmits o escarabats als quals, després de mossegar les vores aproximades de la ferida, se'ls retorcia el coll per deixar els caps rígidament enganxats en forma de grapes.

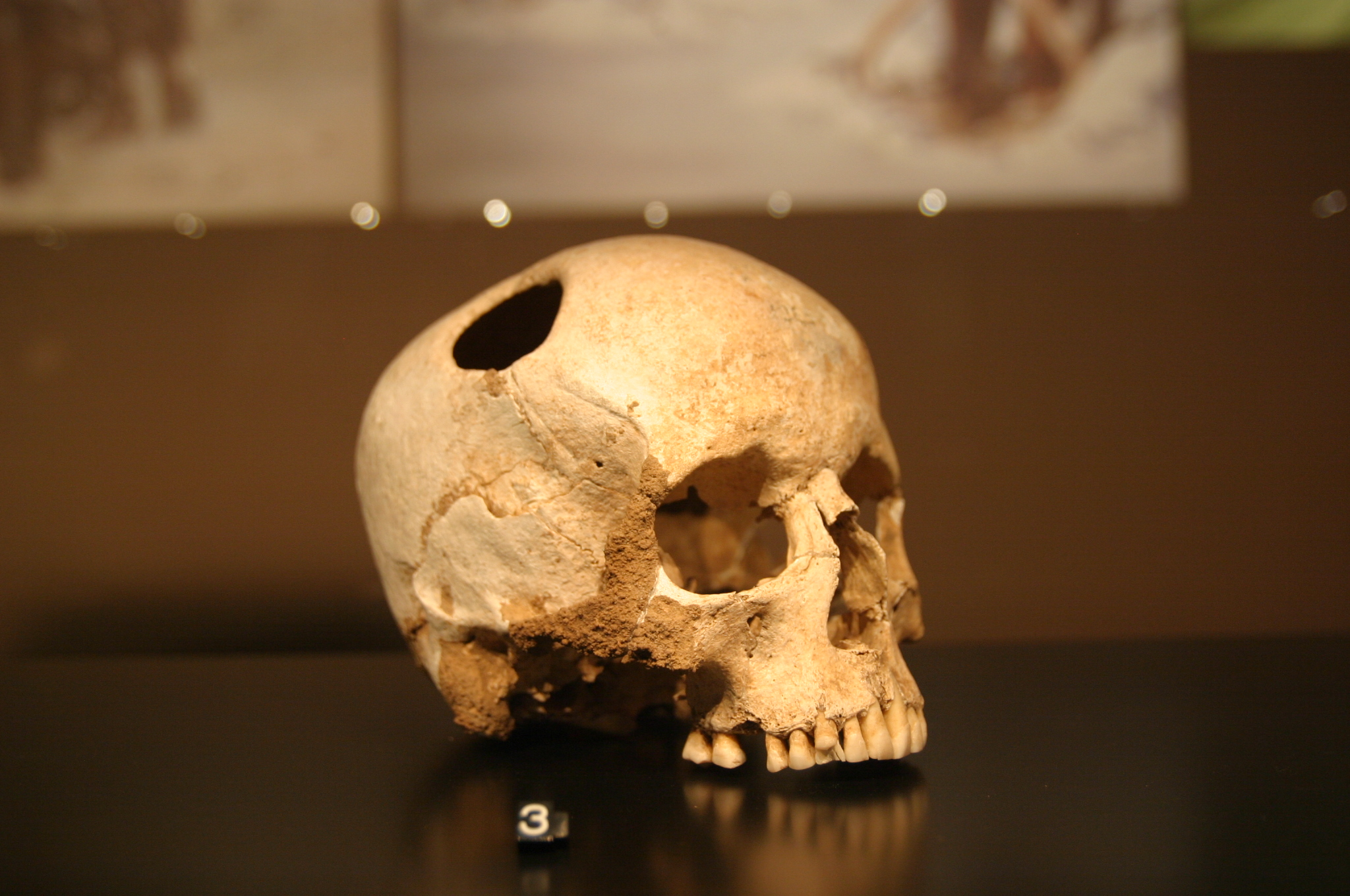
Crani datat al Neolític, 3500 aC, trepanat possiblement amb sílex i després del qual es creu que el pacient va sobreviure, conservat en el Museu d'Història Natural de Lausana

Entre alguns tractaments aplicats pels asteques, segons descriuen texts espanyols durant la conquesta de Mèxic, es trobava aquesta recomanació per tractar les fractures: "…l'os trencat ha de ser encanyat, estès i ajustat, i si això no fos suficient es farà una incisió en els extrems de l'os, inserint una branca d'avet a la cavitat de la medul·la…". La medicina contemporània va desenvolupar aquest mètode de fixació òssia en el segle xx que actualment s'anomena "fixació medul·lar".
Existeixen troballes arqueològiques de cranis amb signes evidents de trepanació (perforació dels ossos del cap per accedir a l'encèfal) datats entorn de l'any 3000 aC. en els quals es postula la supervivència del pacient després de la intervenció. Els més antics s'han trobat a la conca del Danubi, però existeixen troballes similars en excavacions a Dinamarca, Polònia, França, Regne Unit, Suècia o Espanya. Folke Henschen, metge i historiador suec, afirma que les troballes arqueològiques soviètiques de la ribera del riu Dnièper en la dècada dels seixanta demostren l'existència de trepanacions en cranis datats al Mesolític, el que deixaria la data entorn de l'any 12.000 aC.
Les proves que donen suport la teoria de la supervivència de molts d'aquests individus trepanats inclouen la formació de nou teixit ossi o calls ossis al voltant de l'orifici del trepà. En alguns estudis les taxes de supervivència superen el 50%.
Una altra tècnica quirúrgica de la qual existeixen proves des de fa milers d'anys és l'anestèsia. L'alcohol (àrab al-khwl الكحول, o al-ghawl الغول) és possiblement un dels anestèsics més antics. Existeix constància de la seva utilització, diversos milers d'anys abans de la nostra era. També es coneix l'ús de l'opi des de fa mil·lennis (alguns cilindres babilonis i baixos relleus mesopotàmics mostren caps de cascall), amb usos anestèsics, a més dels recreatius. Altres substàncies emprades des de l'antiguitat a aquest efecte són l'extracte de Cànnabis sativa, el ginebre comú (Juniperus communis), l'acònit, la planta dErythroxylum coca o la mandràgora.

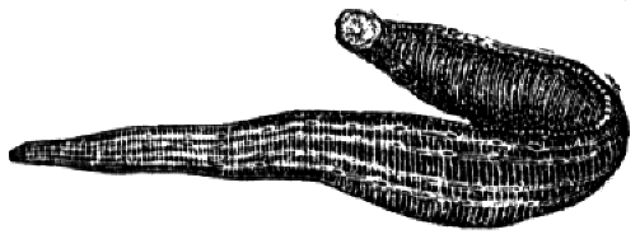
Hirudo medicinalis, sangonera per a sagnies.

Una altra tècnica de notable antiguitat és la de la sagnia, o flebotomia, testificada en nombroses societats al llarg de la història (inques peruans, Índia (Ayurveda), grecs (Hipòcrates)…), mitjançant instruments tallants o sangoneres. En el Papir Kahun s'esmenta la tècnica de la sagnia emprada per alguns veterinaris egipcis. Aquesta tècnica es va estendre amb gran èxit en occident, de manera que al Renaixement podien trobar-se Calendaris de Sagnia, que recomanaven la seva utilització en moments determinats de l'any. Ha estat emprada per a la curació d'entitats tan dispars com inflamacions, infeccions, ictus cerebrals, en fases maníaques d'algunes psicosis i fins i tot com a mètode preventiu de moltes altres malalties.

### Mesopotàmia
Berós, filòsof caldeu del segle iii aC. recull múltiples tradicions escrites sobre Babilònia (principalment dels arxius de Borsippa) i arriba a afirmar que quan el déu Oannes va ensenyar al poble sumeri tot el conegut sobre la civilització, res de nou s'ha inventat. Aquesta sorprenent afirmació deixa de semblar tan hiperbòlica quan s'analitzen les tauletes sumèries i s'evidencia tot el que la civilització mesopotàmica va desenvolupar o inventar diversos milers d'anys abans de la nostra era. Uns 4000 anys abans de la nostra era s'estableix a Mesopotàmia (entre els rius Tigris i Eufrates) la civilització sumèria, posseïdora de la forma d'escriptura més antiga coneguda. De les 30.000 tauletes cuneïformes descobertes, unes 800 tracten algun tema mèdic (una d'elles, la primera recepta coneguda). El nom del primer cirurgià conegut és Urlugaledin, del 2300 aC., el segell personal del qual mostra dos ganivets envoltats de plantes medicinals. Aquest segell es troba al museu del Louvre de París.

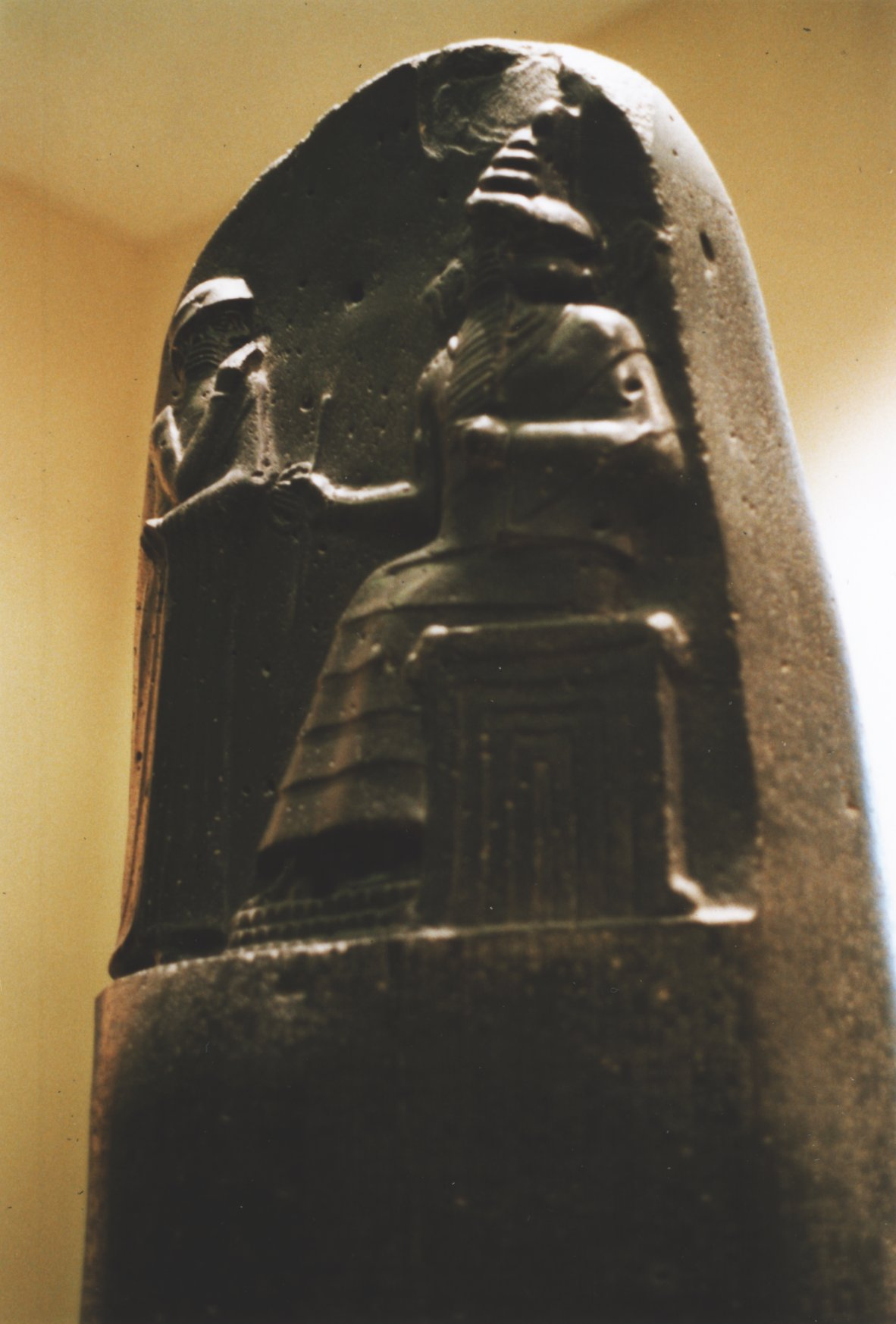
Al codi d'Hammurabi s'inclouen algunes lleis referides específicament a la cirurgia.

El model de salut-malaltia entre els sumeris es basava en una concepció teosòfica de la malaltia. Aquesta era un càstig diví imposat per diferents dimonis després de la ruptura d'algun tabú. D'aquesta manera el primer que havia de fer el metge era identificar quin dels, aproximadament, 6000 possibles dimonis era el causant del problema. Per a això, empraven tècniques endevinatòries basades en l'estudi del vol de les aus, de la posició dels astres o del fetge d'alguns animals. D'aquesta manera, la medicina estava íntimament lligada al sacerdoci, quedant la cirurgia relegada a especialitat mèdica de segona categoria.
No obstant això, el desenvolupament de les tècniques quirúrgiques és notable: a Nínive s'han trobat instruments de bronze i obsidiana d'elegant factura: bisturís, serres, trepans, etc. El codi de Hammurabi, per altra banda, empara sota la seva profusa legislació, l'especialitat de la cirurgia. Una pedra d'aquest codi que tracta específicament sobre medicina es va trobar a Susa (Iran) i pot contemplar-se, també, al museu del Louvre:
| « | "…Si un metge ha tractat un home d'una malaltia greu i el guareix, o obre una inflor amb un ganivet i salva l'ull del pacient, ha de rebre deu sicles d'or. Si el pacient és un home lliure, el pagament serà de cinc sicles. Si és un esclau, l'amo pagarà dos sicles…" | » |

| « | "…Si un metge causa una ferida greu amb un bisturí a l'esclau d'un home lliure i el mata, el metge ha de substituir a l'esclau per un altre. Si tracta a un home lliure i li causa una ferida mortal, o si ha obert un abscés i l'home lliure queda cec, se li tallaran les mans…." | » |

### Egipte

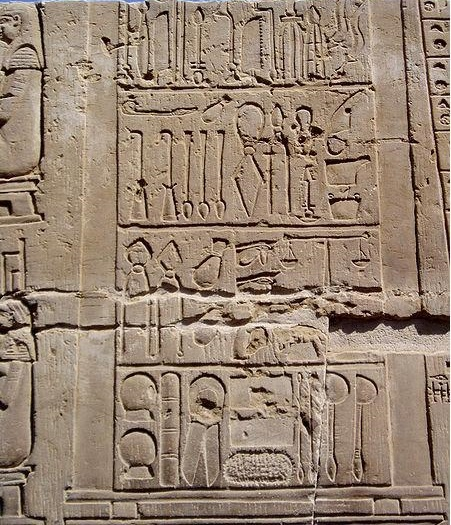
Ferramentes quirúrgiques al temple de Kom Ombo, Egipte.

Entorn de l'any 3100 aC. comença el període d'esplendor de la civilització egípcia, quan Narmer, el primer faraó, estableix la capital a Memfis. Igual que ocorre amb la civilització sumèria i l'escriptura cuneïforme es conserven una àmplia gamma de documents sobre aquesta civilització gràcies a l'ocupació de l'escriptura jeroglífica. De la primera època monàrquica (2700 aC.) data el primer tractat de cirurgia, escrit per Imhotep, visir del faraó Necherjet Dyeser, sacerdot, astrònom, metge i primer arquitecte de qui es té notícia. Tal va ser la seva fama com a sanador que va acabar deïficat, considerant-se el déu egipci de la medicina.
Altres metges notoris de l'Imperi Antic (del 2500 al 2100 aC.) van ser Sachmet (metge del faraó Sahure) o Nesmenau, que tenia un càrrec semblant a director mèdic de la seva època.

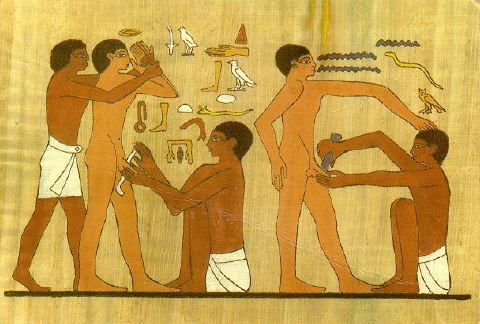
Gravat representant una circumcisió a Sakkara, Memfis.

En un dels brancals de l'entrada del temple de Memfis es troba el gravat més antic d'una intervenció quirúrgica: una circumcisió.
Dels molts papirs que es conserven, se'n coneixen nou sobre matèries mèdiques, dels quals el més conegut i important és el batejat amb el nom del seu descobridor, Georg Ebers.

#### El papir Ebers
El papir Ebers, conservat a la universitat de Leipzig, és considerat un dels tractats de medicina més antics coneguts. La seva elaboració es data entorn de l'any 1534 aC i la seva longitud és d'uns 20 metres. Inclou receptes, una farmacopea i la descripció de nombroses malalties, així com alguns tractaments cosmètics. Sobre cirurgia existeixen alguns esments al tractament de les mossegades de cocodril o de les cremades. Recomanava el drenatge de les inflors grasses, encara que advertia que determinades patologies de la pell no havien de ser tocades.
| «             | "… Si trobes la gran inflor del déu Xensus en una extremitat, és odiosa i pot produir molt pus; alguna cosa com vent es forma en ella i provoca irritació. La inflor et diu amb veu forta: No és la més repulsiva de totes les nafres purulentes? Taca la pell i crea figures. Tots els membres arriben a semblar-se al que va estar afectat primer. Llavors has de dir: És la inflor del déu Xensus! No la toquis!…" | » |
| — papir Ebers | |   |

#### El papir Edwin Smith
El papir Edwin Smith és un document, una mica menys conegut, datat l'any 1600 aC. i de tan sols 5 metres. És un manual de cirurgia traumàtica de sorprenent qualitat per a l'època. En l'annex final d'aquest manuscrit es descriu amb detall com tractar una dislocació de mandíbula, i conté exhaustives descripcions anatòmiques, el possible origen de les quals estaria a la depurada tècnica d'embalsamament, que no seran superades fins molts segles més tard. Com a exemple, una aproximació diagnòstica interessant després d'un traumatisme crani-encefàlic:
| «                   | "…Si visites un home amb una ferida profunda al cap has de palpar-la, fins i tot encara que el malalt tremoli intensament. Demana-li que aixequi el cap i observa si quan obre la boca li fa mal i si el cor li batega feblement. Observa si té saliva al voltant de la boca i si degota o no, i si sagna pel nas i les orelles, i si té el coll rígid, o no pot moure el cap als costats…" | » |
| — papir Edwin Smith | |   |

### Xina

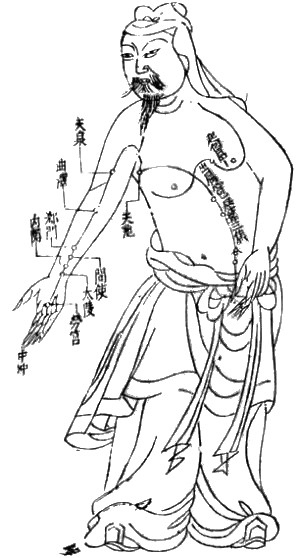
Mapa de punts d'aplicació d'acupuntura. Dinastia Ming.

Des de la segona meitat del segle xx la medicina occidental accepta un model de salut-malaltia basat en un paradigma ambiental o integral: la malaltia és el resultat de la desaparició de l'equilibri natural entre l'ésser viu i el seu entorn, el medi ambient que l'envolta. Aquest desequilibri o falta d'harmonia entre l'individu i l'ambient constitueixen l'eix principal del mil·lenari model oriental.
La medicina xinesa tradicional descriu l'equilibri de cinc elements que considera fonamentals: aigua, terra, foc, fusta i metall. De la mateixa manera, l'equilibri és el resultat de la presència de dues forces: el Yin i Yang, actuant simultàniament.
El manual mèdic xinès més antic conegut està datat entorn de l'any 2600 aC i se'l coneix amb el nom de Neijing. Aquest text s'atribueix a l'emperador groc, Huang Di i desenvolupa molts conceptes mèdics interessants per a l'època. No obstant això, el tabú de respectar els cadàvers humans sembla haver restat coneixements d'anatomia quirúrgica, sent els seus principals tractaments quirúrgics superficials o de menor importància (cauterització de ferides, massatges a patologies traumatològiques, etc.).
La medicina xinesa va desenvolupar una disciplina a cavall entre la medicina i la cirurgia denominada acupuntura: segons aquesta disciplina l'aplicació d'agulles sobre algun dels 365 punts d'inserció (o fins a 600, segons les escoles) restauraria l'equilibri perdut entre el Yin i el Yan.

### Índia
La civilització hindú, per la seva banda, descriu a l'Atharvaveda alguns procediments mèdics, ampliats parcialment a l'Ayurveda, dos dels seus llibres sagrats. Aquest últim del 800 aC. és el precursor d'un tractat de cirurgia hindú conegut com a Susruta Samhita. Susruta és el suposat autor (encara que no se'n coneix res d'aquest individu o col·lectiu) i la datació d'aquesta compilació és confusa, oscil·lant segons els autors entre el 800 aC. i el 400 dC. En aquest tractat es descriuen tècniques quirúrgiques enginyoses posteriorment reinventades per la medicina contemporània: la reducció de fractures mitjançant fèrules, sutura de ferides, fístules cauteritzades o drenatge d'abscessos. Aquest manual conté un annex que llista i representa gràficament 121 instruments quirúrgics diferents.
La medicina hindú és la primera a desenvolupar tècniques específiques de cirurgia plàstica: des de reparacions per a deformitats del pavelló auricular després de la perforació per col·locar arracades, fins a una elaborada tècnica de rinoplàstia, presumiblement desenvolupada en lladres després de ser aplicada la llei d'amputació del nas prevista per a aquest delicte.
També es descriuen mètodes quirúrgics d'eliminació de càlculs renals, càlculs vesicals i fins i tot un mètode per a intervenir les cataractes.

### Amèrica precolombina

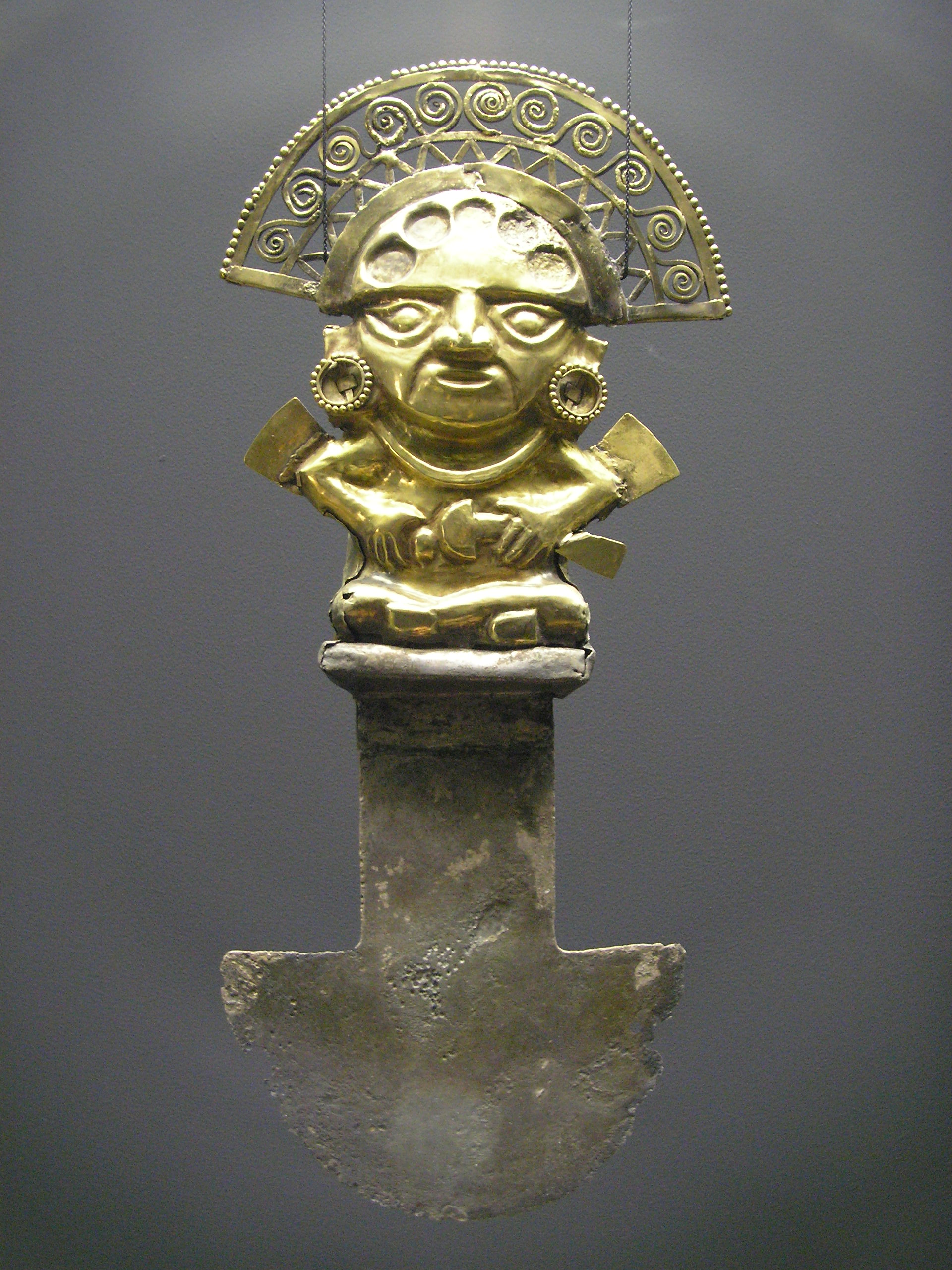
Un tumi (antic ganivet utilitzat per distintes cultures pre-colombines).

Existeixen nombroses troballes arqueològiques que demostren la pràctica de la trepanació per tot el continent americà (incloses les tribus índies d'Amèrica del Nord). Però el major desenvolupament de la cirurgia va arribar a les dues principals civilitzacions del centre-sud: Asteca i inca. Encara que, en general, la concepció de la salut-malaltia és de tipus animista o espiritual, el profund coneixement d'herbes i principis naturals va dotar d'un arsenal important aquestes cultures: Destaca l'ús de la coca (Erythroxylum coca), l'ayahuasca (Banisteriopsis caapi), el yopo (Anadenanthera peregrina), el pericà (Virola colophila), el tabac (Nicotiana tabacum), el yoco (Paulinia yoco) o el guarís i algunes datures com a agent anestèsic.
Cal destacar també la troballa de la primera escola de medicina a Monte Albán, pròxim a Oaxaca, datada, aproximadament, l'any 250 de la nostra era, on s'han trobat uns gravats anatòmics entre els quals sembla trobar-se una intervenció de cesària, així com la descripció de diferents intervencions menors com l'extracció de peces dentàries, la reducció de fractures o drenatge d'abscessos.
Entre els asteques s'estableix una diferència entre el metge empíric (semblant al "barber" tardomedieval europeu) o tepatl i el metge xaman (ticitl) més versat en procediments màgics. Fins i tot alguns sanadors es podien especialitzar en àrees concretes com per exemple, en el còdex Magliabecchi de fisioterapeutes, llevadores o "cirurgians", pròpiament dits. El traumatòleg, o "componedor d'ossos" era conegut com a teomiquetzan, expert sobretot en ferides i traumatismes produïts en combat. La tlamatlquiticitl o llevadora feia seguiments de l'embaràs però podia realitzar embriotomies en cas d'avortament. Destaca l'ús d'oxitocina (estimulants de la contracció uterina) presents en la planta de cihuapatl.
Els coneixements d'anatomia (basats en l'experiència aportada per guerres i rituals de sacrifici) avalen una tècnica quirúrgica i traumatològica notablement avançada, sent comuna la utilització de fèrules i un variat instrumental quirúrgic. Les eines quirúrgiques són molt variades entre les diferents tribus americanes. Podem trobar des de petits punxons d'os a autèntics bisturís amb mànec com els testificats entre els karimé, o el tumi, de manufactura mochica i símbol de la medicina peruana.
El Libellus de Medicinalibus Indorum Herbis, de Juan Badiano, compila bona part de les tècniques conegudes per l'indígena Martín de la Cruz (1552).

## L'antiguitat

### Grècia

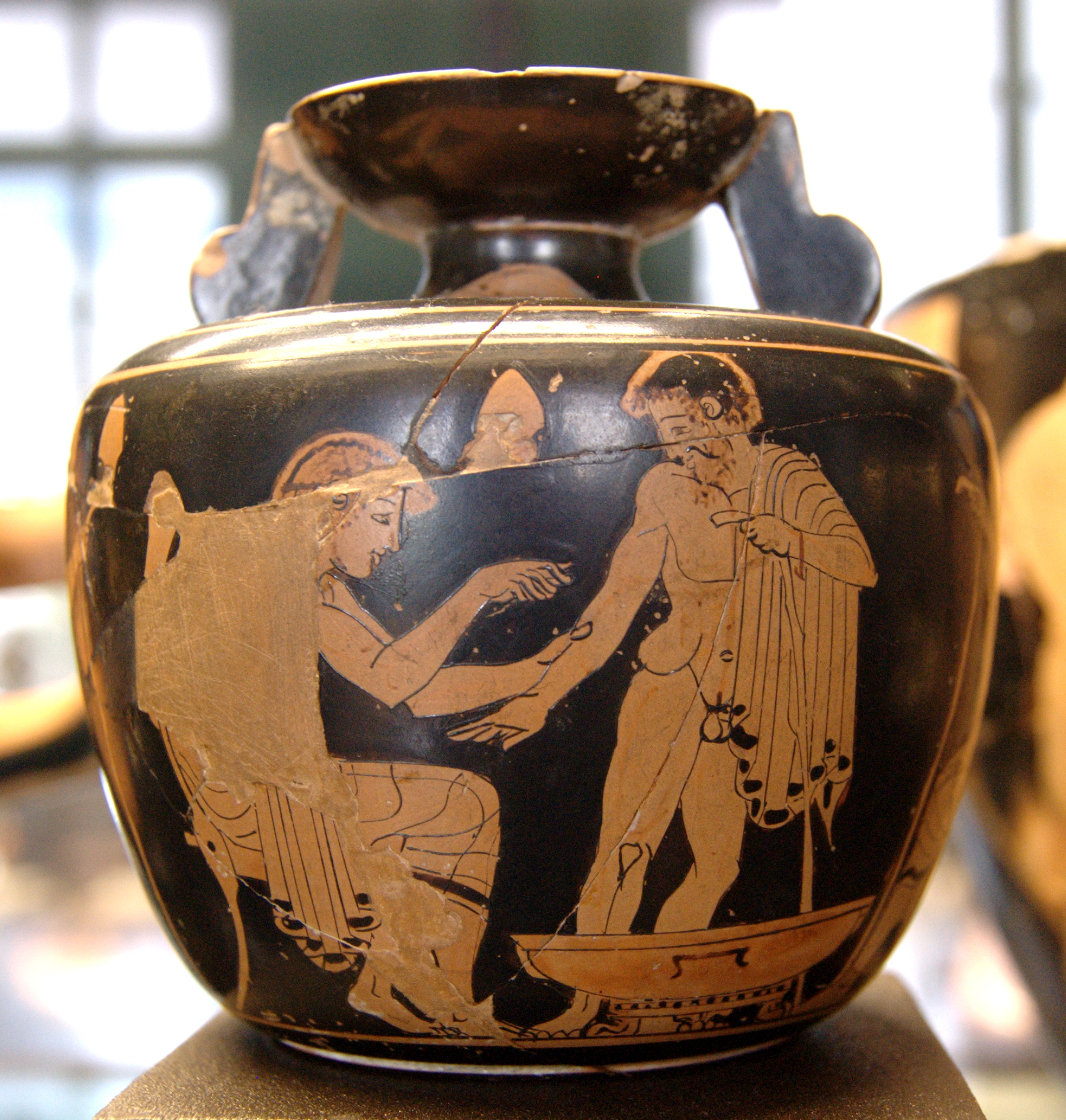
Atuell grec del 480-470 aC. representant una escena quirúrgica.

Al voltant del mar Egeu es va desenvolupar entre els anys 2500 i 1500 aC. la cultura Minoica, precursora de la civilització grega. En 1971, durant una excavació arqueològica a Nàuplia, es van trobar en una tomba micènica nombrosos instruments mèdics, datats entre 1450 aC i 1400 aC.
L'obra grega escrita més antiga que inclou coneixements sobre medicina són els poemes homèrics: la Ilíada i l'Odissea. En la primera es descriu, per exemple, el tractament que rep el rei Menelau després de ser ferit per una fletxa al canell durant el setge a Troia: el cirurgià resulta ser Asclepi, el déu de la medicina grega, educat en la ciència mèdica pel centaure Quiró. Del seu nom deriva esculapi, un antic sinònim de metge, i el nom de Hygieia, la seva filla, va servir d'inspiració per a l'actual branca de la medicina preventiva denominada Higiene. A Asclepi s'atribueix també l'origen del caduceu o vara d'Esculapi, símbol mèdic universal en l'actualitat.

Però la figura mèdica per excel·lència de la cultura grega clàssica és Hipòcrates. Aquest metge, nascut a Cos l'any 460 aC. és considerat el pare de la medicina moderna, i la seva vida coincideix amb l'edat d'or de la civilització hel·lena i la seva moderna cosmovisió de la raó enfront del mite. Va fundar una escola sobre els principis del denominat jurament hipocràtic que encara avui reciten (de forma ritual, no literal) els llicenciats en medicina i cirurgia de molts països occidentals. Els camps mèdics abastats per Hipòcrates inclouen la medicina interna, la higiene, l'ètica mèdica o la dietètica. Inclou nombroses notacions sobre cirurgia en els seus escrits. A manera d'exemple aquesta definició de l'especialitat i de com ha d'exercir un cirurgià: 
| « | "…La cirurgia tracta del pacient, el cirurgià, els ajudants i els instruments: el tipus i l'orientació de la llum; la col·locació idònia del pacient i els instruments; l'hora, el mètode i el lloc. El cirurgià ha d'asseure's en un lloc ben il·luminat i confortable, per a ell i per al pacient. Les ungles han de tallar-se curtes. El cirurgià ha d'aprendre a manejar els seus dits mitjançant la pràctica contínua, sent d'especial importància l'índex i el polze. Han de moure's bé, amb elegància, de pressa, àgilment, amb netedat i al moment…" | » |

En els tractats de cirurgia del corpus hipocràtic s'adverteix una notable exactitud anatòmica, i sorprenen algunes propostes terapèutiques de plena vigència en l'actualitat, com el drenatge de l'empiema pleural o els tractaments suggerits per als traumatismes cranials. Les propostes per a reducció de fractures incloïen el disseny de diversos suports físics (banc hipocràtic, escala hipocràtica, suport de reducció de fractures d'húmer o corrioles d'extensió) d'enginyosa factura i provada eficàcia.
| Dissenys hipocràtics de dispositius de reducció de fractures          | Dissenys hipocràtics de dispositius de reducció de fractures | Dissenys hipocràtics de dispositius de reducció de fractures |
| --------------------------------------------------------------------- | ------------------------------------------------------------ | ------------------------------------------------------------ |
| Banc hipocràtic                                                       | Escala de tracció hipocràtica                                |                                                              |
| Banc hipocràtic, dissenyat per a la reducció de fractures vertebrals. | Escala de tracció hipocràtica.                               |                                                              |

Després d'Hipòcrates la següent figura mèdica grega d'interès és Aristòtil. Aquest pensador polifacètic va aprendre medicina del seu pare però no consta un exercici assidu d'aquesta disciplina. En canvi, la seva escola peripatètica va ser el bressol de diversos metges i cirurgians insignes de l'època: Diocles Caristi, Praxàgores de Cos o Teofrast en són alguns exemples. No obstant això, aquesta escola no va aportar novetats destacables en matèria de cirurgia.
Pels voltants de l'any 300 aC. Alexandre Magne conquesta Alexandria, la ciutat que en poc temps es convertiria en el referent cultural del Mediterrani i Orient Pròxim. L'escola alexandrina va compilar i va desenvolupar tots els coneixements sobre medicina (com de moltes altres disciplines) coneguts de l'època, contribuint a formar alguns destacats cirurgians. Es recull el nom d'Heròfil de Calcedònia, com el primer a realitzar disseccions en públic, i fins i tot algunes fonts apunten la possibilitat que els Ptolomeus posessin a la seva disposició reus condemnats a mort per practicar viviseccions. Aquest clínic es va interessar per l'estudi del sistema nerviós i digestiu.
Un altre metge notable de l'escola alexandrina va ser Erasístrat de Sició, descobridor del colèdoc (conducte de desembocadura de la bilis a l'intestí prim, i del sistema de circulació portal (un sistema venós que travessa el fetge amb sang procedent del tracte digestiu).
Paral·lelament es desenvolupa l'escola empirista, el principal exponent mèdic del qual va ser Glauc (segle I aC.). Podria considerar-se a Glauc com el precursor de la medicina basada en l'evidència, ja que per a ell només existia una base fiable: els resultats fundats en l'experiència pròpia, en la d'altres metges o en l'analogia lògica, quan no existien dades prèvies per comparar. Sota aquest paradigma filosòfic es van desenvolupar tècniques quirúrgiques com la intervenció de cataractes o la litotomia (extracció de càlculs renals mitjançant una incisió a la bufeta urinària).

### Roma

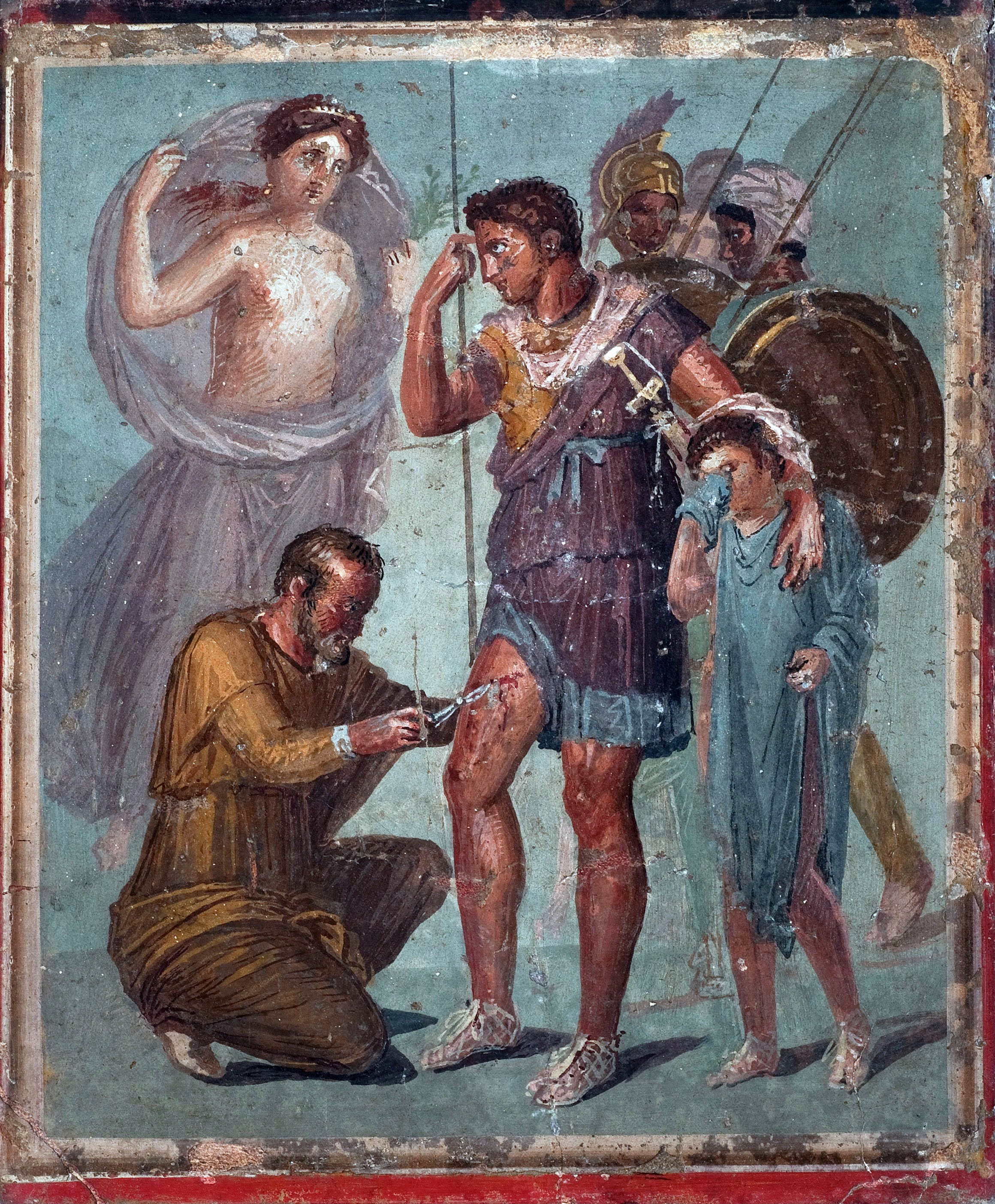
Iapix extraient una fletxa de la cama d'Enees, fresc de Pompeia.

La civilització etrusca, abans d'importar els coneixements de la cultura grega, amb prou feines havia desenvolupat un corpus mèdic d'interès, si s'exceptua una destacable habilitat en el camp de l'odontologia: en diversos jaciments etruscs s'han trobat pròtesis dentals fixes, mòbils, amb filferro d'or, amb dents naturals i artificials, i fins i tot algunes corones d'or fos.
Un dels pocs cirurgians romans coneguts de l'era precristiana va ser Arcàgat (citat per Plini en el seu Naturalis Historia, també refereix que inicialment el seu sobrenom era Vulnarius (curaferides), però els seus mètodes i successius fracassos li van valer el nou apel·latiu de Carnifex, l'executor. Entre els anys 25 aC. i 50 de la nostra era va viure una altra figura mèdica d'importància: Aule Corneli Cels. En realitat no hi ha constància que exercís la medicina però es conserva un tractat de medicina (De Re Medica Libri Octo) que descriu per primera vegada la tècnica quirúrgica del lligament, en el qual proposa la utilització a manera de fèrula per al tractament de les fractures de materials semirígids o modelables com la cera. Descriu també fins a 50 tipus d'instruments quirúrgics. Es tracta d'una vasta obra que inclou tractaments per a ferides, hemorràgies, ferides de fletxa o varices, i atribueix a la cirurgia una importància cabdal entre les especialitats mèdiques. Així descriu Cels al cirurgià ideal:
| « | "…El cirurgià ha de trobar-se en la maduresa de la vida, tenir mà ràpida i ferma, que mai vacil·li, i tan ràpida la dreta com l'esquerra; vista aguda i clara; aspecte tranquil i compassiu, ja que el seu desig és guarir als pacients, i alhora, no deixar que els seus crits li facin apressar-se més del que ho requereixen les circumstàncies, ni tallar menys del degut; tampoc permet que els grinyols del pacient facin efecte en ell ni en el seu treball…" | » |

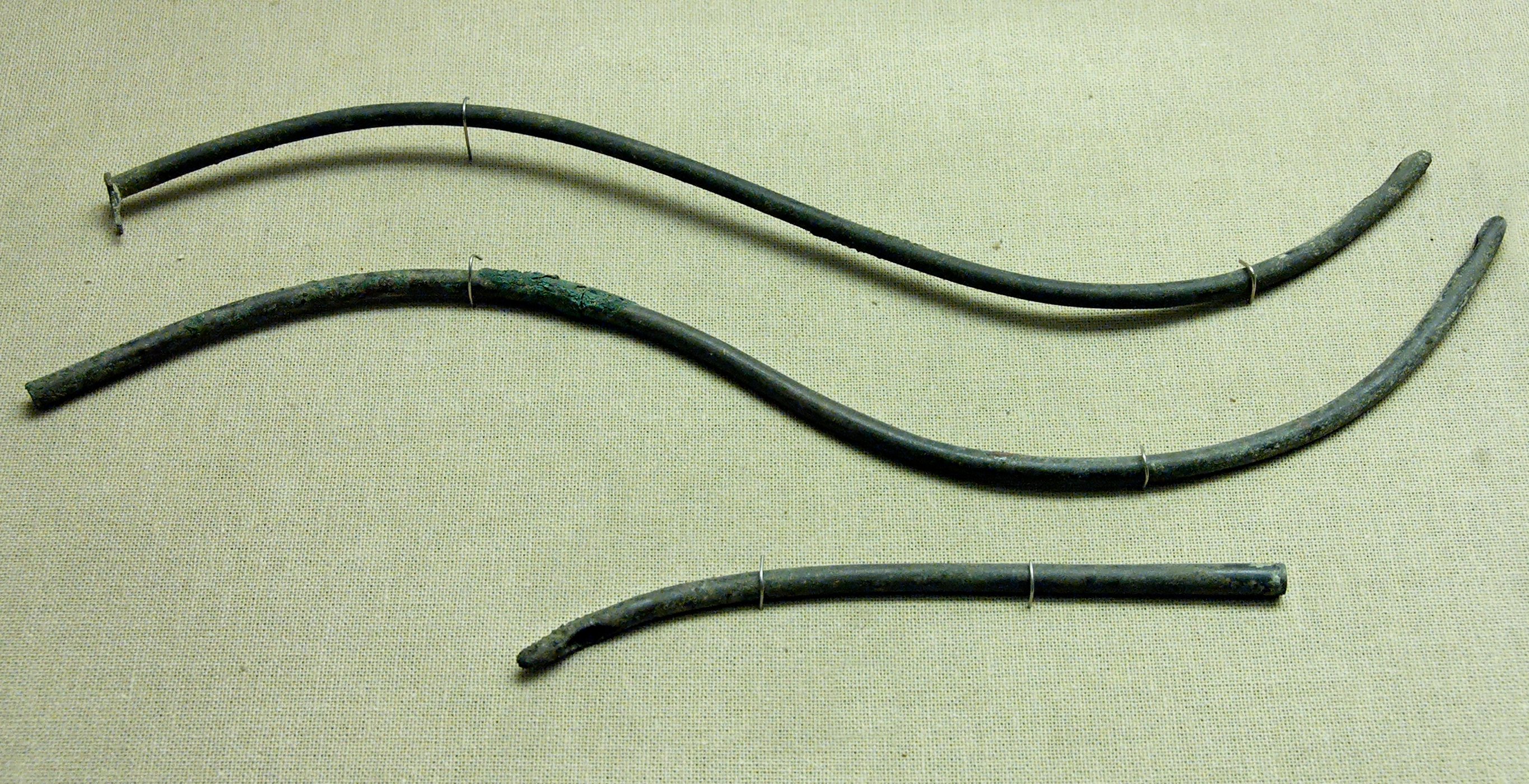
Catèters romans. Segle I aC.

A Roma la casta mèdica s'organitzava ja (d'una manera que recorda a l'actual divisió per especialitats) en metges generals (medici), cirurgians (medici vulnerum, chirurgi), oculistes (medici ab oculis), dentistes i els especialistes en malalties de l'orella. Les legions romanes disposaven d'un cirurgià de campanya i un equip capaç d'instal·lar un hospital en ple camp de batalla per a atendre els ferits durant el combat. Un d'aquests metges legionaris va ser Dioscòrides Pedaci, l'autor del manual farmacològic més emprat i conegut fins al segle xv. Els seus viatges amb l'exèrcit romà li van permetre recopilar un gran mostrari d'herbes i substàncies medicinals i redactar la seva magna obra: De Materia Medica.
Però la figura mèdica romana per excel·lència va ser Galè, la influència del qual (i errors anatòmics i fisiològics) van perdurar fins al segle xvi (el primer a corregir-lo va ser Vesal). Galè de Pèrgam va néixer l'any 130 de la nostra era, sota influència grega i a l'empara d'un dels majors temples dedicats a Asclepi, qui va estudiar medicina amb dos seguidors d'Hipòcrates: Escrió i Estratònic de Pèrgam i després va visitar les escoles de medicina d'Esmirna, Corint i Alexandria. Finalment va viatjar a Roma on la seva fama el va portar a ser triat metge de l'emperador Marc Aureli.
No obstant això, a Roma les autòpsies estaven prohibides, per la qual cosa els seus coneixements d'anatomia es fundaven en disseccions d'animals, fet que el va dur a cometre alguns errors. En el camp de la cirurgia va descriure la presència dels nervis laringis recurrents, el tallament accidental dels quals en una intervenció de goll pot provocar la pèrdua de la veu; la seva dedicació al tractament de les ferides dels gladiadors li va fer mereixedor d'una gran fama com a cirurgià i traumatòleg; consten diverses intervencions noves i reeixides com la reparació d'un llavi leporí, o l'extirpació de pòlips nasals. Va morir entorn de l'any 200 de la nostra era, deixant un llegat no sempre beneficiós per al progrés de la medicina, però d'indubtable valor. El seu nom, igual que el d'Asclepi, es va convertir en si mateix en sinònim de metge.
| «                                     | …La cirurgia és el moviment incessant de mans fermes i experimentades. | » |
| — Definitiones Medicae XXXV. Galenvs" |                                                                        |   |

Areteu de Capadòcia no va obtenir la fama i el reconeixement públic de Galè, però l'escàs material escrit que s'ha conservat demostra un gran coneixement i un encara major sentit comú. No es coneixen moltes dades d'aquest modest metge romà, excepte la seva procedència turca i que va viure durant el primer segle després de Crist. Probablement va formar-se a Alexandria (on es permetien les autòpsies), ja que els seus coneixements d'anatomia visceral són molt complets. Les seves obres contenen poques reflexions teòriques i almenys un dels seus llibres tracta de cirurgia (encara que d'aquest no se'n coneix cap exemplar, només se'n sap l'existència per al·lusions). És el primer metge a descriure el quadre clínic del tètanus, i a ell es deuen els noms actuals de l'epilèpsia o la diabetis.

### Romans d'Orient
L'Imperi Romà Oriental va ser, després de la divisió per la mort de Teodosi el Gran, l'hereu de la cultura i la medicina gregues. En el seu afany per recuperar -o no perdre- els coneixements clàssics, la cultura romana d'Orient va exercir una funció fonamental recopilant i catalogant el bo i millor de les tradicions grega i romana. El metge personal de Julià l'Apòstata, Oribasius va recollir en 70 volums (Les Sinagogues mèdiques) tot el saber mèdic fins a aquesta data.
Seguint amb aquest esperit compilador però poc innovador trobem a Alexandre de Tral·les (germà de l'arquitecte de la basílica de Santa Sofia), o Aeci d'Amida, del segle vii, aquest últim especialment dedicat a la cirurgia. Entre les seves obres es compta un tractat sobre aneurismes (De vasorum dilatatione) i molts capítols sobre cirurgia ginecològica.
L'últim cirurgià de l'Imperi Romà d'Orient va ser Paule Egineta (607-690), qui va desenvolupar algunes tècniques per a la cirurgia del goll.

## L'Edat Mitjana
| «             | La fosca Edat Mitjana; període de decadència i estancament; Das Abendland; eclipsi de la cirurgia; segles d'ignorància: aquestes són algunes de les expressions amb què els historiadors han descrit la medicina medieval, des de la caiguda de l'imperi romà fins al renaixement. No és fàcil determinar les causes d'aquest estancament, per no dir degeneració, de la medicina (en realitat, de totes les manifestacions del pensament científic o de la pràctica empírica). Una d'elles va ser la influència de Galè, als errors del qual en anatomia i fisiologia es va prestar molta més atenció que a l'experiència i al sentit comú. Una altra causa de decadència va ser l'església. Quan Europa es va dividir en innombrables territoris feudals en guerra gairebé contínua, l'església es va mantenir com a únic punt de referència en un món insegur. L'organització eclesiàstica es va enfortir i, per refermar el seu poder sobre les ànimes, va aixafar qualsevol indici d'oposició o dubte en relació amb el dogma. Com és natural, l'escepticisme era comú entre els científics de la naturalesa i els metges, que veien desmentida tanta perfecció per les seves observacions empíriques. El pensament creatiu no estava precisament ben vist, i en molts casos es va condemnar i es va perseguir com a heretgia. La conseqüència va ser el retorn a la medicina religiosa. Operar tenia poc sentit, ja que la curació depenia de la voluntat de Déu. A això s'hi va sumar l'estricta prohibició de l'autòpsia i la falta completa d'higiene. Hi va haver qui va ser santificat només per resar contínuament i no rentar-se mai. | » |
| — Knut Haeger | |   |

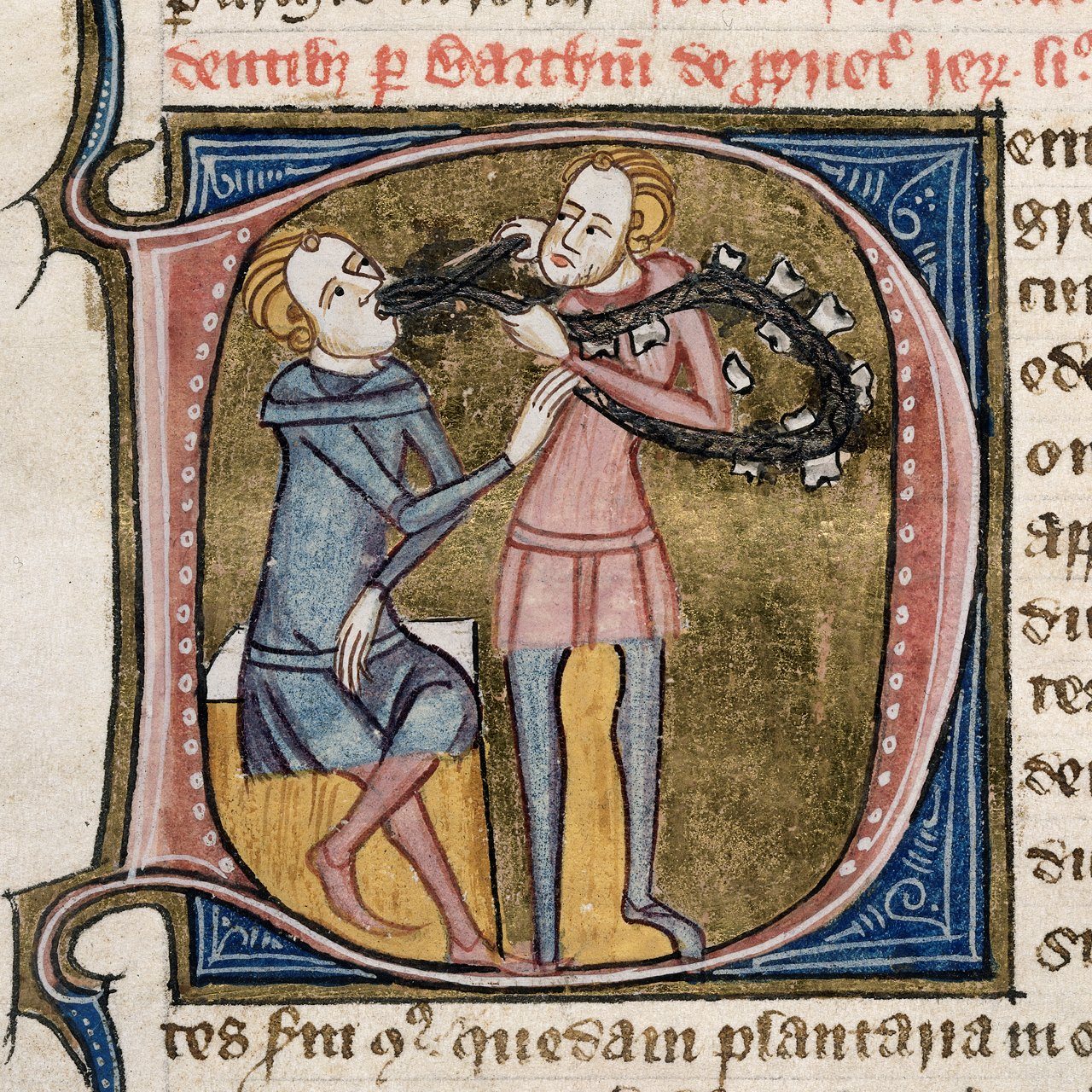
Miniatura del Omne Bonum, de James Le Palmer, 1360, on es representa una escena d'extracció dentària per a il·lustrar una lletra D cabdal.

Per altra banda el moviment monacal, procedent d'orient, comença en el segle v a estendre's per Europa. En els monestirs s'acull a pelegrins, malalts i desnonats, començant a formar-se el germen dels hospicis o hospitals, encara que la medicina practicada per monjos i sacerdots mancava, en general, de base racional. En el Concili de Clermont, el 1130, va arribar a prohibir-se a tot clergue l'estudi de qualsevol forma de medicina, i en el quart Concili del Laterà (1215) se separa els internistes dels cirurgians a causa de la mala fama que van adquirint aquests últims ("sajadors"), en part propagada pels primers ("garladors"). Existeixen antecedents d'estructures similars a hospitals a l'Índia o a Roma, però la seva extensió i concepció actual es deu al model monàstic iniciat per Benet de Núrsia a Montecassino. Però el major hospital conegut de l'època es trobava al Caire: Al-Mansur, recinte hospitalari fundat el 1283, que es trobava ja dividit en sales d'especialitats mèdiques, a la manera actual, comptava amb una secció de dietètica coordinada amb la cuina de l'hospital, una sala per a pacients externs, sala de conferències i biblioteca.

### Àrabs

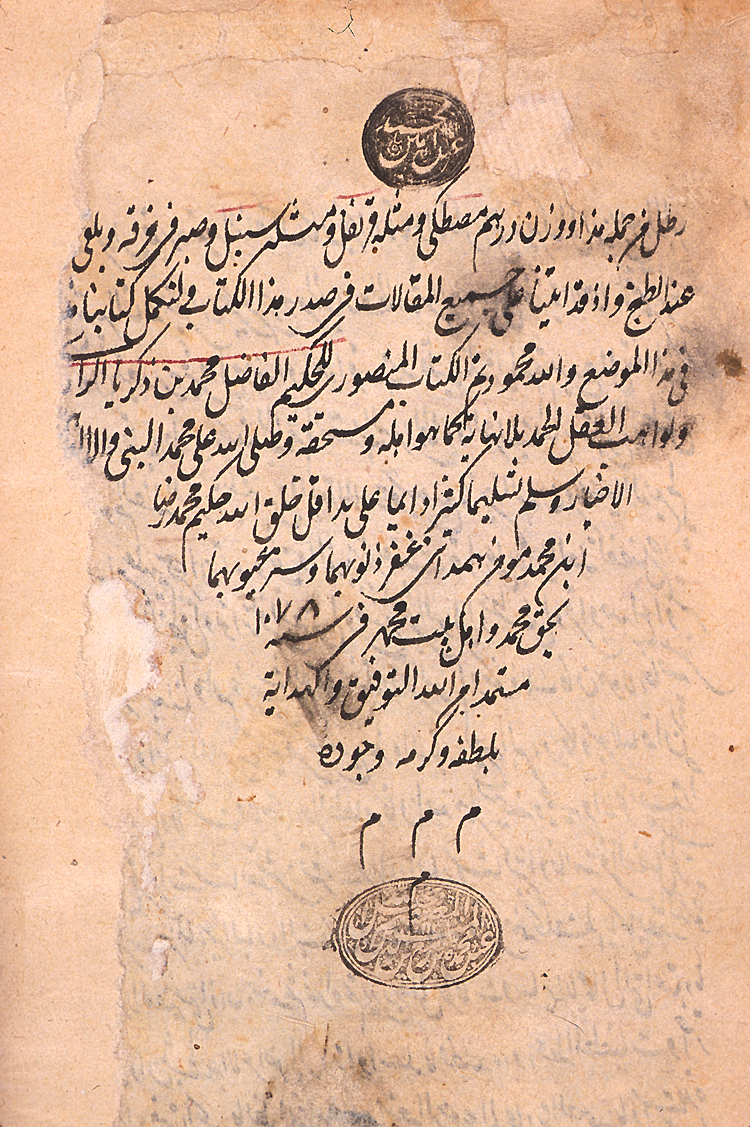
Coberta de Kitab-el-Mansuri, obra mèdica de Rhazes.

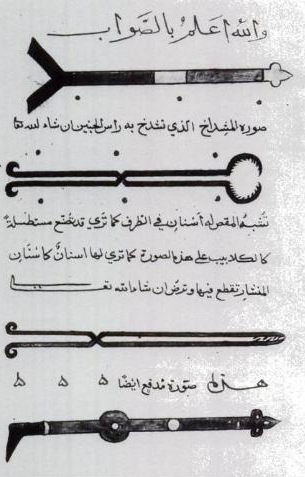
Instrumental quirúrgic representat en una còpia del del manuscrit d'Abulcasis

Seguint els ensenyaments de Mahoma: «Busqueu el saber encara que hàgiu d'anar a la Xina» o «Qui deixa la seva casa per dedicar-se a la ciència, segueix els passos de Déu», el món àrab va saber recollir els ensenyaments de les cultures amb les quals va conviure. Entre els musulmans al-Hakim (el Metge) era sinònim de savi mestre. Els metges àrabs tenien l'obligació d'especialitzar-se en algun camp de la medicina, i existien classes dintre de la professió: de major a menor categoria trobem al hakim (el metge del maristan, hospital), tahib, mutabbib (metge en pràctiques) i mudawi (metge el coneixement del qual és merament empíric).
En tots els manuals mèdics àrabs es troben grans capítols o seccions dedicats a la cirurgia, inspirats en la tradició alexandrina, encara que originàriament apresos no a Alexandria, sinó a Gundeshapur (Pèrsia), on els exiliats nestorians s'empraven en la tasca de traduir les principals obres clàssiques del grec a l'àrab. Allí es va formar la primera fornada de metges àrabs, sota els ensenyaments de Hunayn ibn Ishaq (808-873), qui va arribar a ser metge personal del califa al-Mamun. Des d'aquest lloc va fundar la primera escola mèdica de l'islam. Anys després excel·lirà ar-Razí o Razés. Metge del califa i director fundador de l'hospital de Bagdad, es diu que per decidir la seva ubicació va penjar cadàvers d'animals en els quatre punts cardinals de la ciutat, optant per la localització en la qual va trigar més a produir-se la descomposició. No consta un especial interès en la cirurgia, excepte alguna proposta d'extracció de molares cariats inclosa en la seva obra mèdica (Kitab al-mansuri). Malgrat la seva transcendència com figura mèdica de l'islam, Ibn Sina (Avicenna) (980-1037), no va incloure en el seu Cànon cap tractament quirúrgic d'interès, recomanant la cauterització com a mètode general quirúrgic. De manera similar, el filòsof i metge hispà Averroes (1126-1198) tot just va desenvolupar la matèria quirúrgica en la seva obra mèdica.
Abu-l-Qàssim Khàlaf ibn al-Abbàs az-Zahrawí és el primer «especialista» cirurgià conegut del món islàmic. Va néixer a Madínat az-Zahrà l'any 936 i va viure en la cort d'Abd-ar-Rahman III. La seva principal obra recopilatòria és Kitab at-tasrif (La pràctica, El mètode o Disposició) el volum XXX de la qual conté un extens tractat de cirurgia. Els camps que abasta aquest capítol quirúrgic inclouen l'oftalmologia, l'odontologia, el tractament de les hèrnies i l'extracció de càlculs, l'obstetrícia i un ampli apartat sobre traumatologia. La seva obra és una traducció ampliada de la de Pau d'Egina, a la qual va afegir una prolixa descripció de l'instrumental quirúrgic de l'època.
És interessant la seva descripció del tractament d'una hemorràgia arterial: 
| « | "…col·loca amb prestesa el dit índex en el punt de l'hemorràgia i estreny fins que la sang deixi de brollar. Tria un cauteri calent de grandària apropiada i aplica'l al vas sagnant. Vés amb compte de no cremar els nervis circumdants ja que això provocaria molt dolor al pacient. I recorda que només existeixen quatre maneres de frenar una hemorràgia arterial, sobretot si es tracta d'un gran vas: cauteritzant-la com t'he ensenyat; dividir-la si no s'ha perdut, perquè els extrems dividits es tanquen i tallen l'hemorràgia; mitjançant un lligam fort; i aplicant remeis que tallin la sang combinats amb un embenatge de pressió." | » |

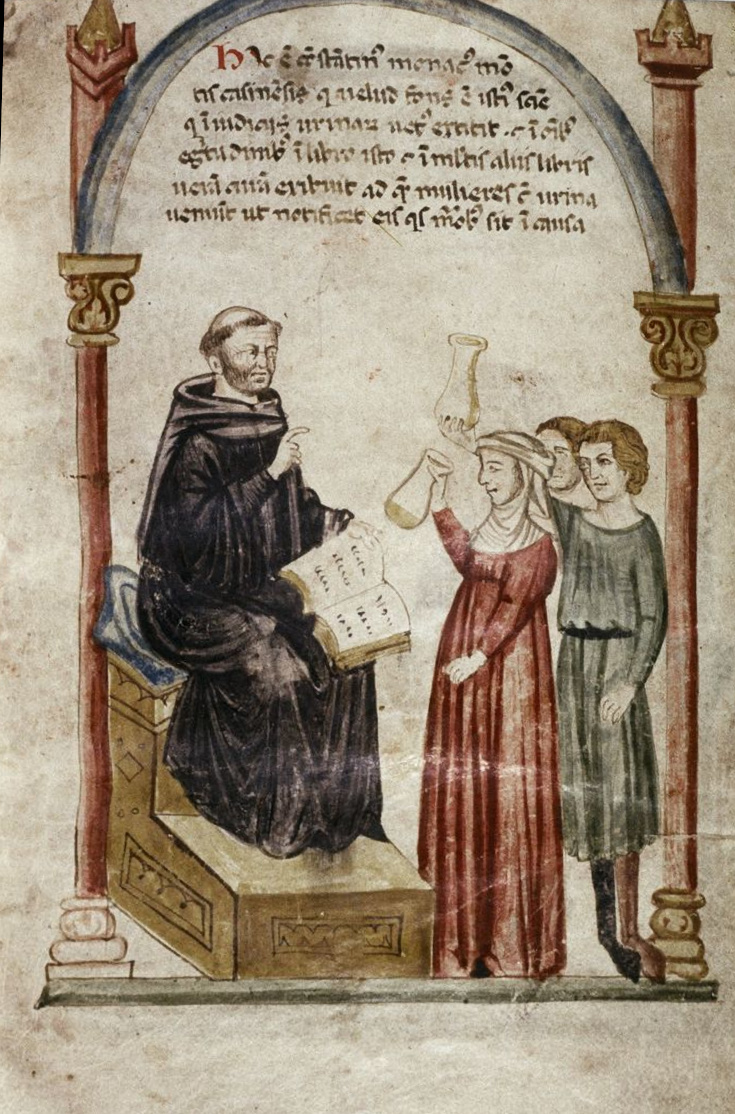
Pacients mostrant la seva orina a Constantí l'africà

Entre els segles XI i xiii es va desenvolupar una escola mèdica d'especial interès: l'escola de Salern. Per a l'obtenció del títol de metge i, per tant, el dret d'exercici d'aquesta pràctica, Roger II de Sicília va establir un examen de graduació en el qual s'incloïen coneixements de medicina i de cirurgia, cosa que d'alguna manera rehabilitava l'especialitat quirúrgica a pesar de l'actiu rebuig a aquesta demostrat per l'església catòlica i per part del món àrab. Alguns anys després (el 1224) l'emperador Frederic II va reformar l'examen perquè aquest fos realitzat de forma pública per l'equip de mestres de Salern, i regulant per a la pràctica de la medicina un període de formació teòric (que incloïa cinc anys de medicina i cirurgia) i un període pràctic d'un any.
Una figura de rellevància d'aquesta escola va ser el monjo Constantí Africà (1010-1087), metge cartaginès que va recollir nombroses obres mèdiques al llarg dels seus viatges i va contribuir a la medicina europea amb la traducció de l'àrab de diversos textos clàssics.
El primer tractat europeu medieval de cirurgia té el seu origen en aquesta escola: La "Practica chirurgiae" de Ruggero Frugardi (1170), obra que s'ocupa del tractament de les ferides i traumatismes. Com a curiositat, i per tal de salvar l'absència de la pràctica de la dissecció en cadàvers humans, Cofó el Jove escriu entorn de l'any 1150 el seu Anatomia Porci, guia pràctica de dissecció del porc utilitzada pels estudiants.

### Europa continental

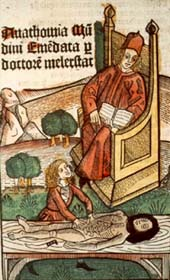
Il·lustració de Mondino dei Luzzi (1275, Bolonya-1326), representant una autòpsia.

"Ecclesia abhorret a sanguine" és una encíclica publicada per Innocenci III el 1215. En ella l'església catòlica es reafirma en la seva ferma oposició a tot vessament de sang, inclòs el derivat de l'activitat quirúrgica. Però a Europa se segueix desenvolupant aquesta activitat, a partir de les universitats recentment instituïdes. La de Bolonya posseïa la seva pròpia facultat de medicina, fundada per Ugo de Borgognoni, el fill del qual, Teodorico Borgognoni (1205-1296) va ser autor de Chirurgia, un tractat dedicat exclusivament a la cirurgia. En aquest tractat es posa en dubte la pràctica, heretada des de temps de Galè, de deixar que les ferides "es carreguin de pus", com a mesura més eficaç per a la seva curació. Per a les sutures empra fils realitzats amb intestins d'animals (autèntic precursor del catgut, seda de sutura emprada en cirurgia abans del desenvolupament de materials artificials, feta a base d'intestins de cabra o cavall, i emprada en sutures internes perquè pogués ser reabsorbida amb el temps, una vegada complerta la seva funció).
Guillem de Salicet va ser un altre professor de l'escola de Bolonya i autor de Cyrurgia, publicat el 1490.
Guido Lanfranchi, alumne de Guillerm de Salicet, és considerat habitualment com el pare de la cirurgia francesa. Després de fugir d'Itàlia per les revoltes entre güelfs i gibel·lins es va instal·lar a Lió el 1290, i poc després va viatjar a París, on va acabar de formar-se en l'escola independent de Saint-Come. El seu esperit eclèctic el va dur a afirmar que "ningú pot ser bon internista sense tenir coneixements de cirurgia, i a l'inrevés, cap cirurgià serà un bon professional si no té els coneixements adequats de medicina interna". El seu principal camp d'estudi quirúrgic van ser les lesions cerebrals, encara que va desenvolupar també alguns aspectes d'ètica mèdica.
El segle xii va veure florir l'escola de Montpeller. Un dels seus professors d'anatomia va ser l'esmentat Henry de Mondeville (1260-1320) però el més destacat professor d'aquesta escola va ser Guy de Chauliac (1290-1368), autor de "La Gran Cirurgia". Aquest cirurgià va ser el primer a realitzar observacions sobre ferides per armes de foc, utilitzades per primera vegada pels anglesos el 1346 en la batalla de Crécy.
A Guadalupe (Càceres) es va construir una xarxa d'hospitals (segles XIV-XVI) per a atenció de pelegrins i malalts. En aquests locals es va practicar per primera vegada a Espanya, i sota indult apostòlic, la cirurgia i dissecció per il·lustres metges dels regnats dels Reis Catòlics, Carles I i Felip II.

### Anglaterra

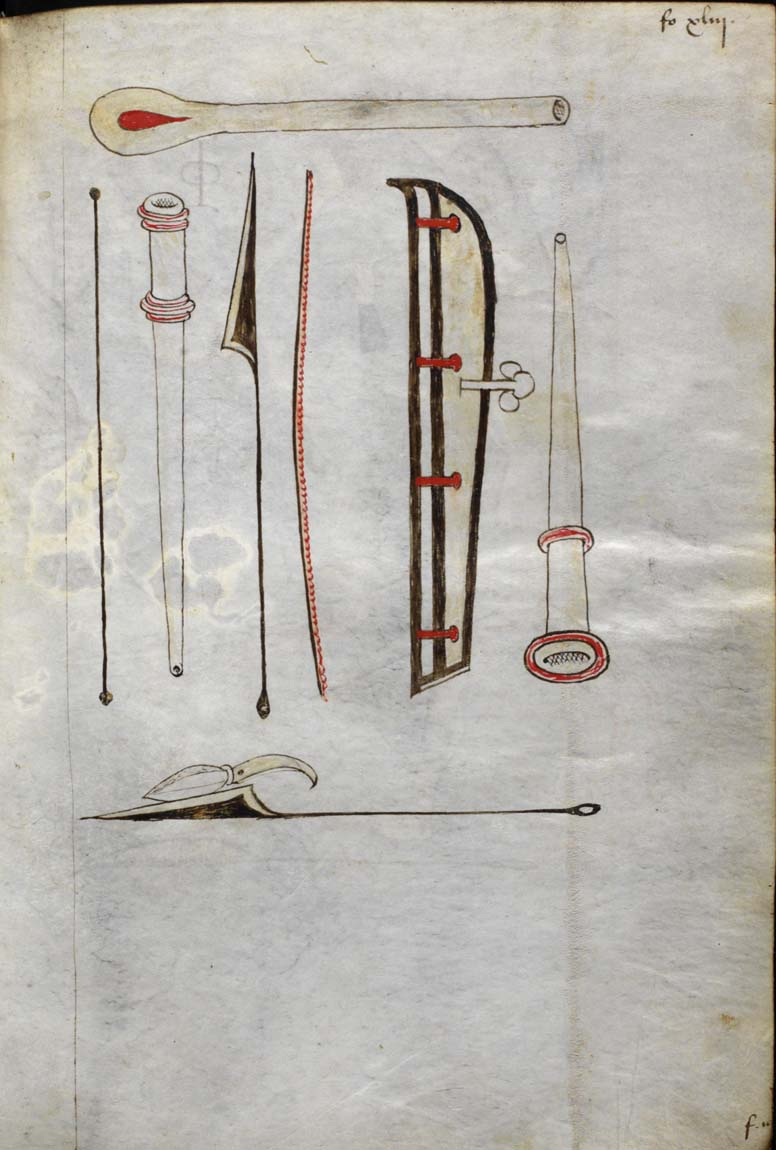
Instruments quirúrgics que il·lustren el llibre de John d'Arderne Mirror of Phlebotomy & Practice of Surgery.

La figura determinant de l'impuls científic a Anglaterra va ser Roger Bacon (1214-1294), qui va assentar les bases de l'experimentació empírica enfront de l'especulació. La seva màxima va ser "dubta de tot el que no puguis demostrar", cosa que incloïa les principals fonts mèdiques clàssiques d'informació. En el Tractatus de erroribus medicorum descriu fins a 36 errors fonamentals de les fonts mèdiques clàssiques, encara que no realitza cap aportació específica al camp de la cirurgia.
En el segle xiv, John d'Arderne, cirurgià en actiu durant la guerra dels cent anys a les ordres dels ducs de Lancaster, després dels seus serveis en campanya es va establir a Londres, on s'autoproclamà chirurgus inter medicus, en una època en la qual el tractament oficial dels metges era de doctor, mentre que als cirurgians se'ls considerava tan sols míster. Entre les llegendes forjades a la seva ombra s'explica la d'una intervenció de fístula anal (en la qual era especialista) per la qual va cobrar 100 xílings al comptat i uns altres cent per cada any que visqués el pacient. Aquesta predilecció per la patologia anorectal li ha valgut el títol de "pare" de la proctologia.
El 1368 es funda el Gremi de cirurgians de Londres, en un primer intent per separar els barbers (encarregats sobretot d'afaitar i espollar) dels metges especialitzats en tractaments quirúrgics. Però en l'ambigu terreny de la cirurgia menor (drenatge d'abscessos, extirpació de berrugues…) es comença a gestar una disputa sobre atribucions professionals que hauria de durar molts anys. Les circumstàncies socials, econòmiques i polítiques empenyien Europa al desenvolupament d'una nova concepció de societat. Són les albors del període conegut com a Renaixement.

## Renaixement

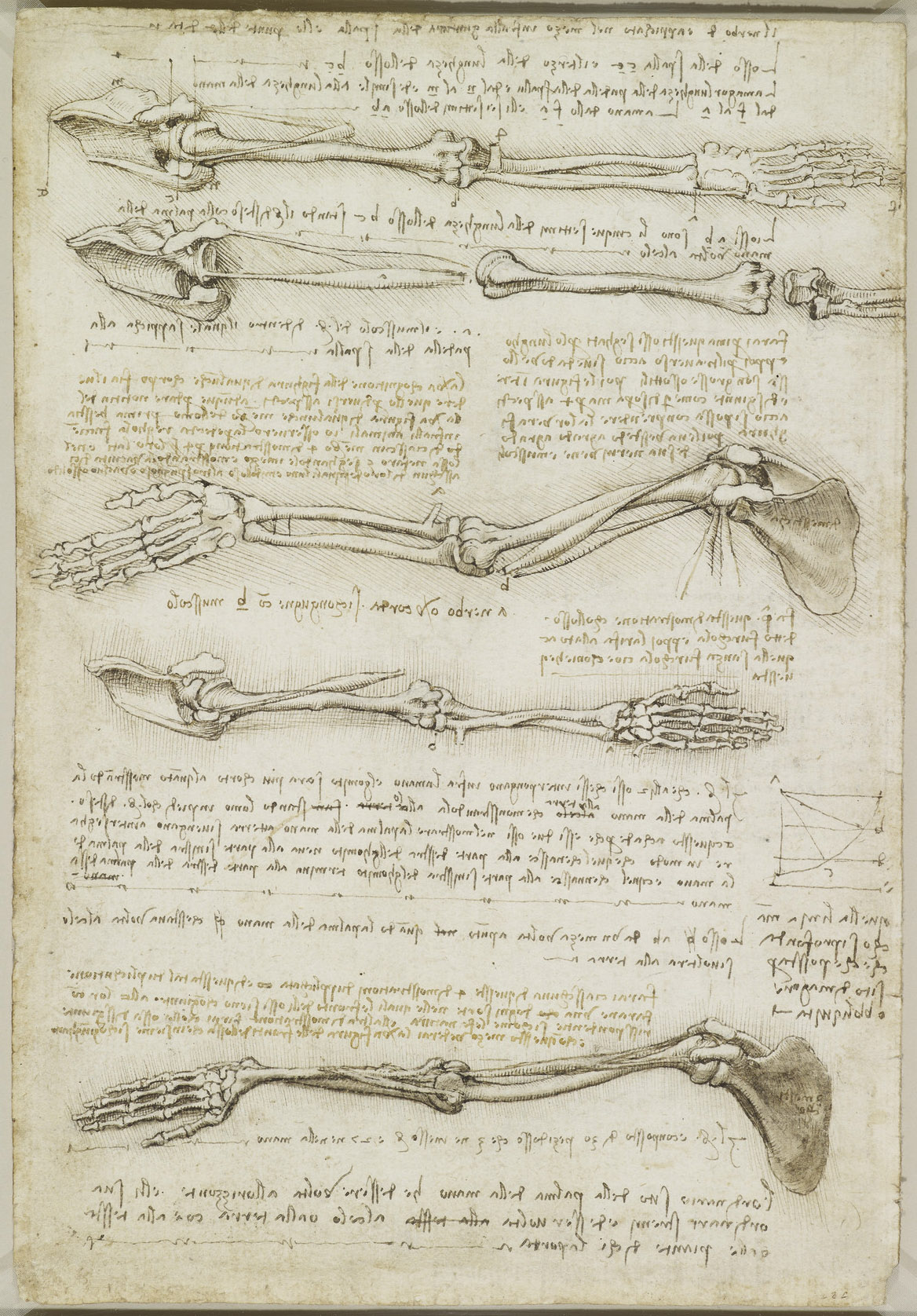
Estudi anatòmic del braç, per Leonardo da Vinci

Els segles XV (Quattrocento) i XVI (Cinquecento) tenen a Itàlia l'origen d'una filosofia de la ciència i de la societat basades en la tradició romana de l'humanisme. La florida d'universitats a Itàlia a l'empara de les noves classes mercantils va suposar el motor intel·lectual del que es deriva el progrés científic que caracteritza aquest període. Aquesta "nova era" recala amb especial intensitat en les ciències naturals i la medicina, sota el principi general del "revisionisme crític". Els nous coneixements en anatomia suposen l'enlairament definitiu de disciplines com la cirurgia o l'anatomia patològica.
L'esperit científic impregna cada branca del saber: Antonio Benivieni, cirurgià italià de la segona meitat del segle xv, anota minuciosament totes les seves intervencions i les autòpsies que realitza posteriorment als pacients que no sobreviuen. Aquestes notes es publicarien el 1507 amb el títol De abditis morborum causis (De les causes ocultes de les malalties), amb l'imaginable interès per a tot el cos mèdic. En el seu haver es compten les primeres descripcions documentades de càncer d'estómac i intestí, així com extenses i detallades descripcions dels diversos tipus d'hèrnies coneguts.
El millor anatomista, encara que no el primer, d'aquest període és Andreas Vesal, autor d'un dels manuals d'anatomia més estesos i influents durant els dos segles següents: De humani corporis fabrica. Aquest metge va peregrinar a Jerusalem, segons es revela en una carta de 1563, després de ser-li commutada pel rei la pena de mort per la penitència de la peregrinació. El motiu de la condemna és la dissecció que va realitzar a un jove noble espanyol després de la seva mort i el descobriment, en obrir-li el pit, que el cor encara bategava. Vesal es doctorà en la universitat de Pàdua, després de formar-se a París, i fou nomenat "explicator chirurgiae" (professor de cirurgia) d'aquesta universitat italiana. Durant els seus anys com a professor va redactar la seva gran obra i va acabar la seva carrera professional com a metge personal de l'emperador Carles V i, posteriorment, de Felip II de Castella.
D'aquesta mateixa època (1511-1553) és l'espanyol Miquel Servet, un altre pioner en el camp de l'anatomia. Practicant la dissecció juntament amb Hans Gunther observà, i publicà en la seva obra Christianismi restitutio, que la sang s'oxigenava als pulmons (i no en el cor como creia Galè) i que en aquest òrgan es produïa una circulació menor després de la qual la sang accedia al ventricle esquerre. Aquest descobriment, malgrat això, ja l'havia fet Ibn Nafis, metge àrab del segle xiii, però les seves observacions no foren conegudes a occident.

### Els barbers
Des del segle xiii la categoria dels cirurgians francesos anava incrementant i fent-se visible mitjançant l'autoritat per vestir la toga llarga i realitzar cirurgia major. Al llarg dels següents segles, comença a emprar-se el terme «barber» per referir-se a un col·legi de menestrals, no metges, desconeixedors del llatí i el camp d'actuació dels quals es limitava a intervencions menors, com flebotomies, extracció de peces dentàries, o curació de petites ferides. A França, els successos de la cirurgia durant el renaixement van dur a la desaparició de les diferències de classe entre els metges i els cirurgians.
No obstant això, els barbers van continuar realitzant la seva funció social lliurement durant molt temps (fins a la fundació de l’Académie Royale de Chirurgie el 1731 (dirigida en els seus inicis pel cirurgià Jean Louis Petit, perfeccionador del torniquet), i la promulgació de l'ordenança de Lluís XV de França prohibint als barbers l'exercici de la cirurgia).
A Anglaterra, no obstant això, els internistes van guanyant força al llarg del segle xv, aconseguint fundar el Reial Col·legi de Metges, igualant els cirurgians amb els barbers, i obligant-los a ser regulats sota idèntica norma que els pastissers o els notaris. El 1540 el parlament va autoritzar la creació de la Companyia de cirurgians-barbers, però va ser Thomas Vicary, cirurgià encarregat de guarir amb èxit una ferida de la cama d'Enric VIII d'Anglaterra, qui va aconseguir de mans del rei la carta de drets del gremi de cirurgians.
A Mallorca, el col·legi dels barbers i els cirurgians es formà al segle xv, i les primeres ordinacions conegudes daten de 1489. Per entrar al col·legi, calien cinc anys d'aprenentatge i superar un examen; els cirurgians havien d'haver cursat tota la gramàtica i havien de saber fisiologia, patologia i anatomia. El 1780, es fundaria una Escola de Cirurgia, que funcionà a l'Hospital General. No obstant això, els que no havien cursat els estudis de cirurgia, podien entrar al col·legi, però només eren autoritzats a practicar cirurgia menor. El col·legi tenia dos patrons: d'una banda, els sants metges Cosme i Damià (27 de setembre), i, per altra, el Sant Crist de Berit o la Passio Imaginis. Les festes se celebraven a l'església de la Mercè, on també tenien lloc les juntes del col·legi. El seu escut era un estoig de cirurgià.
| Els barbers a l'art renaixentista                                     | Els barbers a l'art renaixentista      | Els barbers a l'art renaixentista                   | Els barbers a l'art renaixentista |
| --------------------------------------------------------------------- | -------------------------------------- | --------------------------------------------------- | --------------------------------- |
| Sutura d'una ferida menor en una barberia                             | Extracció dentària                     | Intervenció podològica                              |                                   |
| Sutura d'una ferida menor en una barberia, Gerrit Ludens, (1622-1683) | Extracció dentària, Johann Liss, 1616. | Intervenció podològica, David Teniers el Jove, 1663 |                                   |

### La nova cirurgia

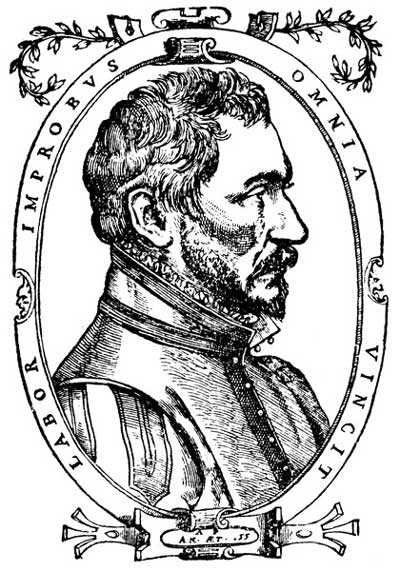
Ambroise Paré als 55 anys, André Wechel, 1573.

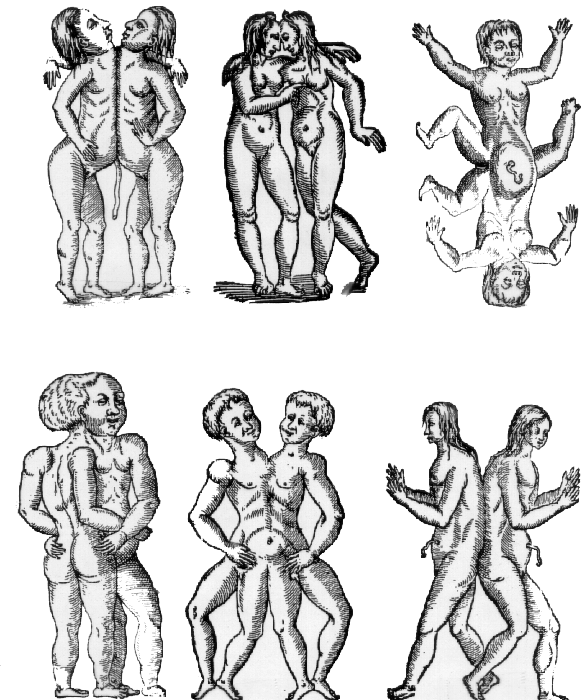
Els diferents tipus de siamesos, segons l'estudi realitzat per Paré.

En les últimes dècades del segle xvi, a punt de finalitzar el període renaixentista, fa la seva aparició el principal cirurgià d'aquesta època, i pare de la cirurgia francesa: títol compartit amb Guido Lanfranchi, com s'ha dit més amunt Ambroise Parlé (1510-1590). Poc abans el suís Paracels, figura mèdica controvertida, considerat per uns un simple barber, alquimista per la majoria i cirurgià per uns altres, havia intentat amb poc èxit elevar el rang de la cirurgia al mateix nivell que el dels metges internistes, però serà el francès qui elimini les últimes reserves. Aquest cirurgià va ser metge personal de cinc reis en una època que era costum en ús substituir tota la cort amb cada nou regnat. La seva formació es va iniciar en el gremi dels barbers i dentistes, però va compaginar el seu treball amb l'assistència a l'Hôtel-Dieu de París. El seu treball com a cirurgià comença entre les files de l'exèrcit francès, on es va especialitzar en ferides de bala. Va sofrir un cert rebuig de la comunitat mèdica, ja que la seva extracció humil i el seu desconeixement del llatí i el grec el van dur a escriure tota la seva obra en francès. Des dels seus inicis se'l va considerar un "renovador", la qual cosa no sempre el va beneficiar, encara que la seva reputació va ser fins al final el seu principal aval. La següent cita exemplifica el seu esperit innovador, sent considerat el primer cirurgià a realitzar el lligam rutinari dels vasos en les amputacions:
| « | "…dius que lligar els vasos sanguinis després d'una amputació és un mètode nou i, per tant, no ha d'aplicar-se. Mal argument per a un metge…" | » |

La seva inventiva el va dur a dissenyar alguns instruments quirúrgics, i fins i tot va dissenyar algunes pròtesis o "membres artificials" per a alguns dels seus pacients amputats. És d'assenyalar el seu estudi sobre siamesos, o la seva refutació de l'ocupació de les pedres bezoar, com a antídots universals. Bona part de la seva obra és un compendi d'anàlisi i refutació de costums, tradicions o supersticions mèdiques, sense fonament científic ni utilitat real.

## Edat Moderna

Hieronymus Fabricius, Operationes chirurgicae, 1685

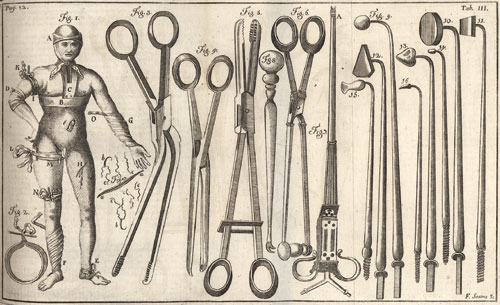
Lorenz Heister, Institutiones chirurgicae, in quibus quicquid ad rem chirurgicam pertinet optima et novissima ratione pertractatur.

L'enlairament de les ciències físiques i biològiques que es produïx a partir d'aquest moment suposa la definitiva empenta per a la cirurgia com a disciplina mèdica amb suficient entitat pròpia. Comencen a proliferar multitud de metges i cirurgians notables, molts d'ells especialitzats ja en camps concrets. A l'Europa central es distribueix amb èxit un llibre titulat Surgery. El seu autor és Lorenz Heister (1683-1758), cirurgià alemany que va exercir també a Holanda i Anglaterra. Durant una autòpsia realitzada a la Universitat d'Altdorf descriu així la troballa en el cadàver d'apendicitis, sent el primer informe documentat sobre aquesta patologia:
| « | "…quan estava a punt de disseccionar l'apèndix vaig observar que estava massa fosc i presentava adherències inusuals a la paret abdominal. Vaig intentar desprendre'l amb cura però les parets van esclatar i van deixar sortir algunes cullerades de pus. Això demostra la possibilitat d'inflamació i formació de pus en l'apèndix…" | » |

Apareix l'especialitat de la traumatologia, denominada en els seus orígens àlgebra, amb la qual es fa referència a la manipulació de fractures i luxacions. Fernando de Mena, cirurgià espanyol i metge personal de Felip II d'Espanya proposa que:
| « | "...no s'admetés a examen cap cirurgià, que no donés compte de l'àlgebra, perquè usant-la els mateixos cirurgians i examinant-se d'ella, excurissin i acabessin els concertadors que per allí caminen sense entendre l'anatomia dels ossos..." | » |

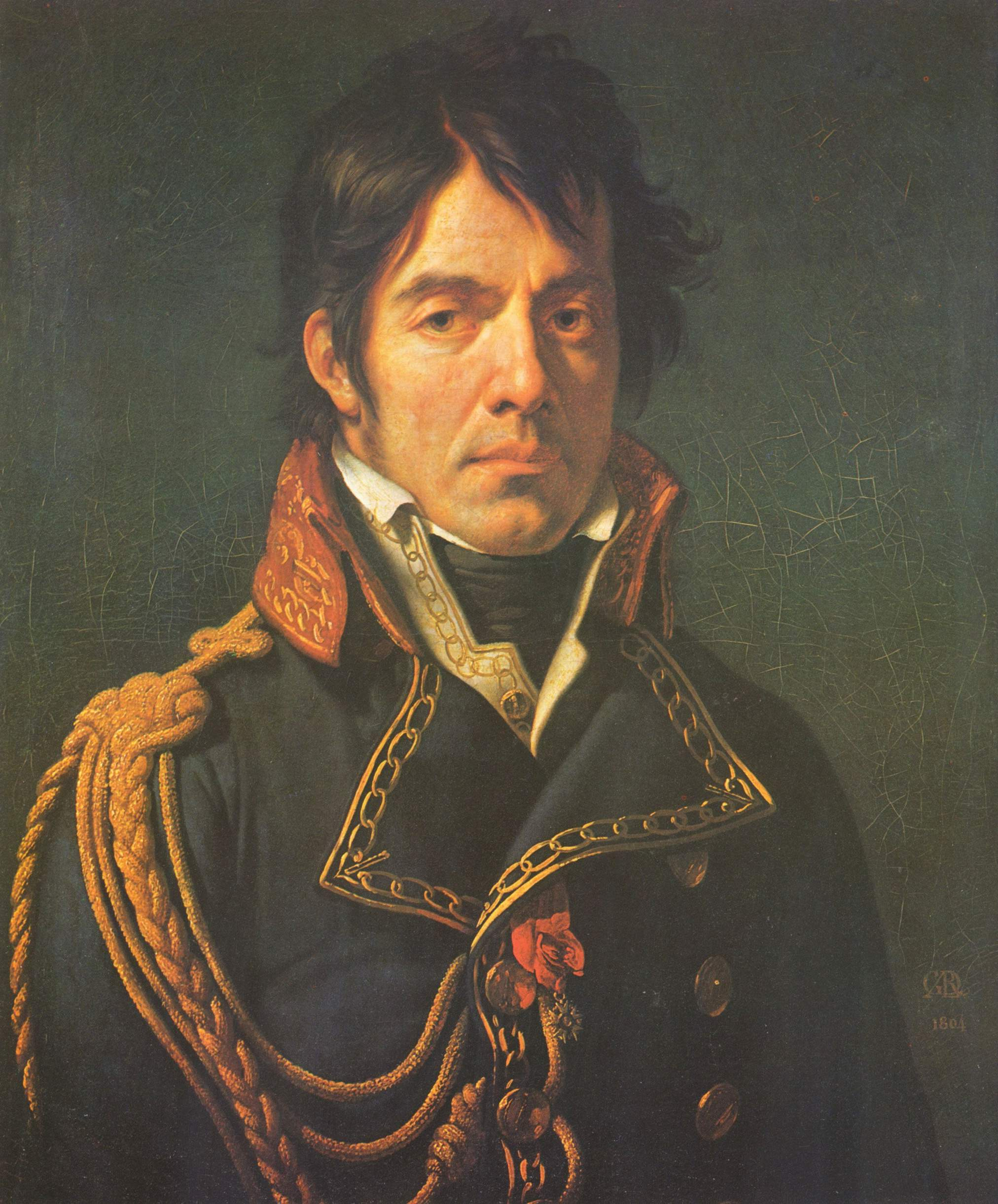
Dominique-Jean Larrey

William Cheselden, John Hunter o Percival Pott a Anglaterra, Jean-Andre Venel a Suïssa, Pere Virgili o Antoni Gimbernat a Espanya són alguns dels noms d'una llista interminable de cirurgians destacats del segle xviii. De tots ells cal destacar a Dominique-Jean Larrey (1766-1842), cirurgià de Napoleó i inventor del transport en ambulància utilitzat per primera vegada durant les guerres napoleòniques. Va servir en la fragata Vigilant, a Terranova, però les dificultats per a acostumar-se a la vida en alta mar el duen de retorn a París, sent nomenat el 1790 ajudant de cirurgia de l'Hospital d'Els Invàlids. Posteriorment és destinat al front austríac, amb l'exèrcit del Rin, on evidencia les dificultats i greus mancances de l'exercici de la cirurgia en combat. Dissenya llavors un vehicle tancat, tirat per cavalls, amb espai per a un home estirat i amb una adequada suspensió: l'"ambulància volant". Aquest vehicle hauria d'incorporar, segons el seu propi informe, un metge, un oficial, un suboficial, 24 soldats i un tambor, a més del material d'embenatge. El seu vehicle resulta tan reeixit que el 1793 és desplaçat a París amb la tasca d'organitzar un sistema d'ambulàncies volants per a tot l'exèrcit francès. Posteriorment serviria a Espanya i a Egipte, perfeccionant les seves habilitats quirúrgiques i especialment les tècniques d'amputació.
De tornada a França Napoleó el nomena baró i cirurgià honorífic dels Chaseurs de Garde (guàrdia personal de l'emperador), encara que seguirà complint les seves tasques de cirurgià de campanya, fins i tot a la batalla de Waterloo, on va ser capturat pels prussians, però alliberat posteriorment en ser reconegut per un metge alemany, antic alumne seu. En el testament de Napoleó es pot llegir una ressenya en la qual llega "cent mil francs a Larrey, l'home més valuós que mai he conegut.".
Va escriure diversos tractats de cirurgia (Mémoires de chirurgie militaire, Recueil de mémoires de chirurgie o Clinique chirurgicale) i avui dia es conserven en la nomenclatura mèdica diversos termes epònims en el seu honor: "Malaltia de Larrey" (una variant del tètanus), "Signe de Larrey", "Operació de Larrey" o "Amputación de Larrey".

Entre els segles xviii i xix destaca a Escòcia la saga dels Bell. Benjamin Bell (1749-1806) va resumir els coneixements quirúrgics fins a aquest moment en una enciclopèdia denominada System of Surgery, i va ser el primer a aconsellar mastectomies radicals per a tractar el càncer de mama. Els seus fills, Charles i John Bell continuarien la tradició paterna. Un altre membre d'aquesta dinastia va ser Joseph Bell House, cirurgià inspirador de la figura de Sherlock Holmes, i de qui Sir Arthur Conan Doyle va arribar a afirmar que 
| « | "…és l'home més notable que mai he conegut. És un personatge singular, tant d'aspecte com d'esperit. Prim i de cutis bru, rostre afilat i nas ganxut, ulls grisos, penetrants, muscles elevats i moviments bruscs…" | » |

## Seglexix

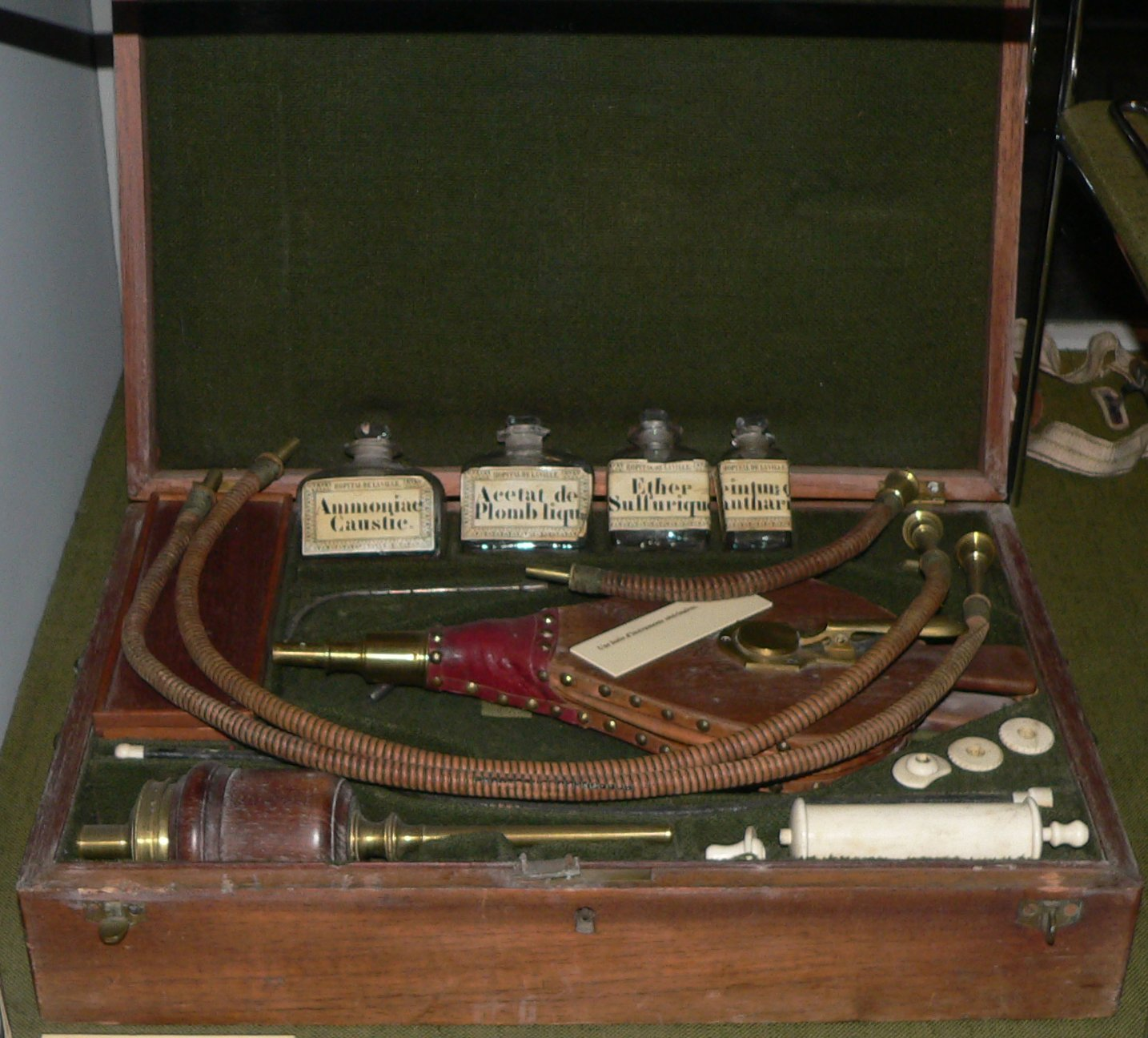
Maletí medicoquirúrgic del segle XIX

Durant el segle xix es consuma la integració de la medicina i la cirurgia en un mateix cos de coneixements i ensenyaments, el que suposa el suport definitiu a l'especialitat quirúrgica, amb la incorporació afegida de la traumatologia al seu àmbit d'actuació. La derrota dels tres enemics clàssics de la cirurgia: L'hemorràgia, la infecció i el dolor, és la victòria d'aquesta disciplina; el desenvolupament de les teories microbianes de les malalties infeccioses (Semmelweis, Pasteur, Joseph Lister…), l'evolució de les tècniques anestèsiques o el descobriment dels raigs X són eines fonamentals en el seu impuls: el cirurgià pot treballar amb el pacient calmat, i, per tant, sense la rapidesa que se li requeria fins a aquest moment, de bon tros major coneixement sobre el que es pot trobar i amb armes adequades per a pal·liar les possibles complicacions. Les taxes de morbimortalitat comencen a caure, i tot això es produïx en un marge de poques dècades.
Destaquen en aquest segle cirurgians com Abraham Colles (1773-1843) (metge irlandès que va donar el nom a la característica fractura per caiguda de l'extremitat distal del radi), Sir Benjamin Brodie (1786-1862) (abscés de Brodie), William John Little (malaltia de Little) o Sir James Paget (1814-1899) (malaltia de Paget). En realitat la llista és interminable i s'estén per les diferents especialitats quirúrgiques (ginecologia, urologia, traumatologia, cirurgia digestiva, neurocirurgia, etc.)

### Protagonistes i esdeveniments destacats
| Cirurgians del segle XIX | Cirurgians del segle XIX | Cirurgians del segle XIX | Cirurgians del segle XIX | Cirurgians del segle XIX |
| ------------------------ | ------------------------ | ------------------------ | ------------------------ | ------------------------ |
| William Bowman           | Emil Theodor Kocher      | Theodor Billroth         | F. Trendelenburg         | Paul Broca               |
| W. Bowman                | E. T. Kocher             | T. Billroth              | F. Trendelenburg         | P. Broca                 |

- Philippe Ricord desenvolupa diverses tècniques quirúrgiques per al tractament de patologies de l'aparell genital masculí (1840)
- Crawford Williamson Long, metge de Thomas Jefferson, primer cirurgià a utilitzar l'èter com a anestèsic (1842)
- William Bowman desenvolupa l'especialitat quirúrgica de l'oftalmologia (1842)
- Ignaz Semmelweis, primer a usar tècniques d'antisèpsia (1846)
- Manuel Vicente García, cantant d'òpera espanyol, inventa el laringoscopi (1854)
- Rudolf Virchow elabora la seva teoria cel·lular (1858)
- Joseph Lister, descobridor dels antisèptics (àcid fènic) (1865)
- Jules-Émile Pean dissenya les pinces que porten el seu nom i proposa la tècnica de la laparotomia (1868)
- Emil Theodor Kocher realitza la primera extirpació d'una glàndula tiroide amb goll (1878)
- Theodor Billroth desenvolupa la tècnica quirúrgica per a gastrectomia que porta el seu nom (1881)
- Friedrich Trendelenburg, desenvolupa la tècnica d'intubació endotraquial i la posició quirúrgica de Trendelenburg (1881)
- Ernst von Bergmann, desenvolupa la tècnica d'esterilització per vapor (1886)
- Johann von Mikulicz-Radecki, instaura l'ús de barret, màscara i guants de cotó en el camp quirúrgic (1887)
- Paul Broca desenvolupa l'especialitat de la neurocirurgia
- William Stewart Halsted, primer a utilitzar els guants de goma en la sala d'operacions (1890)
- Wilhelm Röntgen descobreix els raigs X (1895), permetent la invenció de la radiografia, tècnica que permetrà l'anàlisi de l'interior del pacient sense necessitat d'obrir-lo, permetent així la planificació de les intervencions mitjançant un diagnòstic més acurat
- Ludwig Rehn realitza la primera intervenció quirúrgica del cor (1896)
- Desenvolupament de les tècniques de coagulació i fibrinòlisi
- Karl Landsteiner descriu els grups sanguinis (1901), cosa que facilita la realització de transfusions sanguínies minimitzant el risc de rebuig.
- Fidel Pagés inicia l'anestèsia epidural (1920)
- Alexander Fleming descobreix la penicil·lina (1928), en cirurgia permetrà la minimització d'infeccions nosocomials
- Lars Leksell desenvolupa la radiocirurgia per a tractar tumors cerebrals a través de radiació ionitzant, evitant la cirurgia invasiva (1952)
- C. Walton Lillehei desenvolupa la tècnica de circulació creuada per a realitzar intervencions a cor obert (1953)

## Segle XX

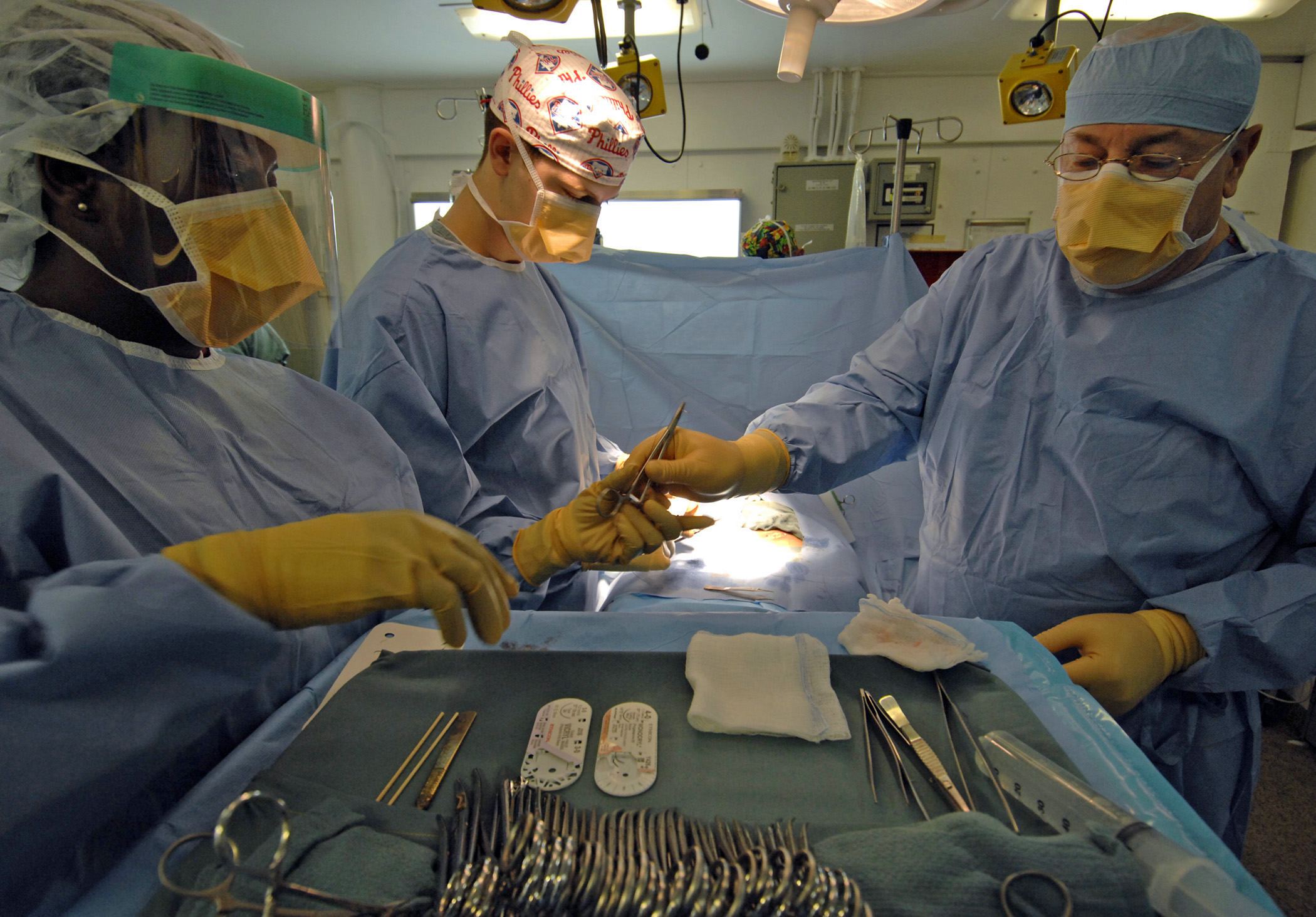
Una sala d'operacions l'any 2007.

El desenvolupament tecnològic ha permès avanços transcendentals en el camp de la cirurgia des de les últimes dècades del segle xx. Principalment la cirurgia mínimament invasiva (laparoscòpia) ha permès disminuir els temps de recuperació i les complicacions postquirúrgiqus en moltes intervencions. La telemedicina o la robòtica han dotat també de noves eines els cirurgians, permetent el desenvolupament d'intervencions a distància, o amb un nivell de precisió molt superior al de l'ull humà. Per altra banda, l'aparició de noves tècniques de detecció d'imatge com les d'ecografia, endoscòpia, RMN o PET entre d'altres, ha possibilitat el desenvolupament d'intervencions selectives molt menys agressives i més segures.
La nanotecnologia o el disseny de sistemes quirúrgics automatitzats seran molt possiblement els següents avanços que transformaran la manera de desenvolupar aquesta disciplina mèdica.